# Monety Królestwa Kongresowego

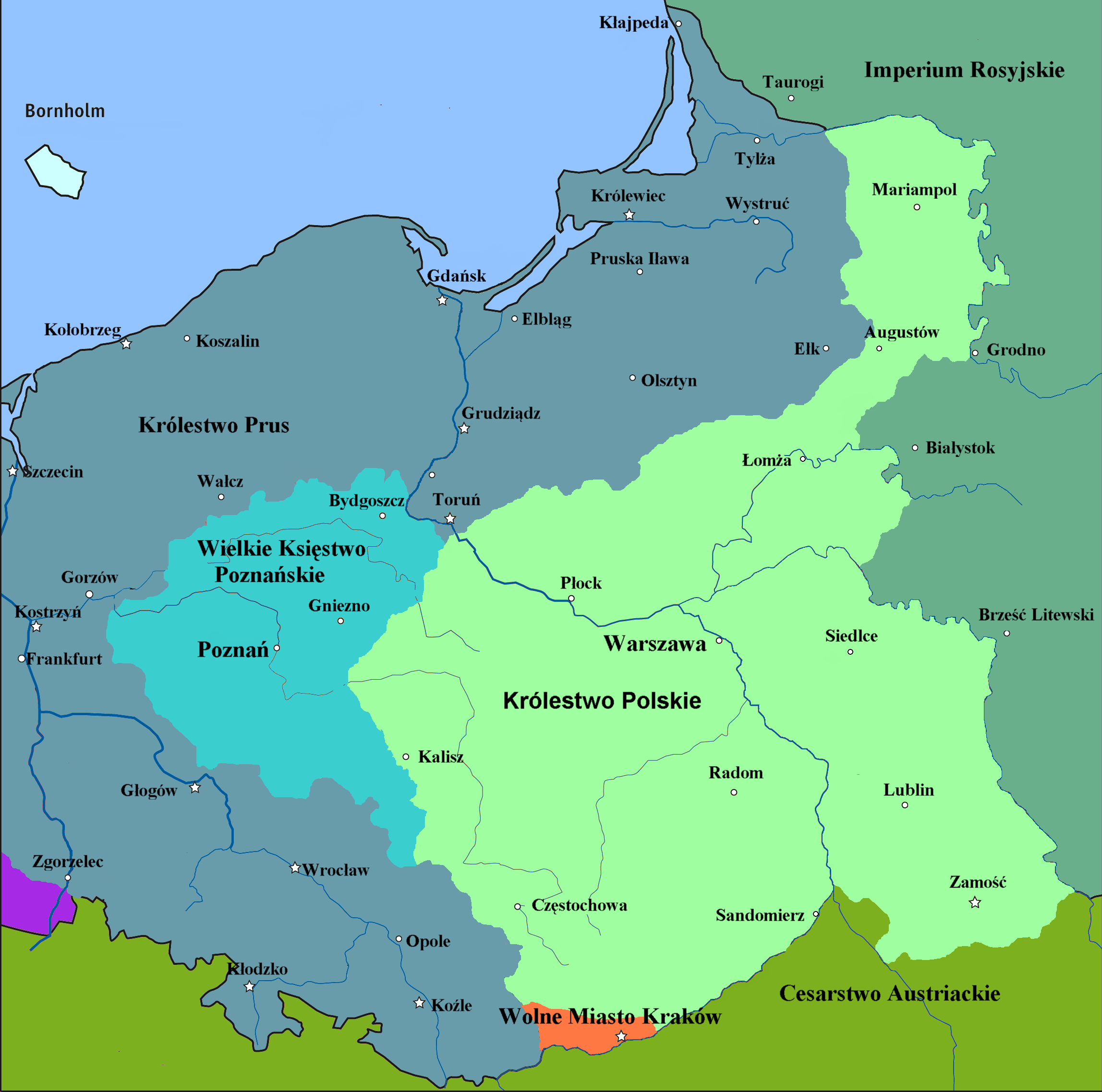
Królestwo Polskie – Kongresówka

Królestwo Polskie (potocznie Królestwo Kongresowe, Kongresówka; ros. Царство Польское, Carstwo Polskoje) – istniejące w latach 1815–1916 państwo polskie, pozostające w unii personalnej z Imperium Rosyjskim, z własną konstytucją, sejmem, wojskiem, monetą i polskim językiem urzędowym oraz cesarzem rosyjskim jako koronowanym królem Polski i ustanowionym przez niego namiestnikiem.
Utworzone formalnie na mocy traktatu rosyjsko-austriacko-pruskiego z 3 maja 1815, w którym mocarstwa dokonały podziału ziem Księstwa Warszawskiego. Artykuł V tego traktatu głosił, że ziemie Księstwa Warszawskiego pozostające pod kontrolą rosyjską zostają połączone z Rosją nieodzownie przez swoją konstytucję i oddane na wieczne czasy w ręce Najjaśniejszego Cesarza Wszechrosji. Traktat podziałowy wszedł później do aktu końcowego postanowień kongresu wiedeńskiego z 9 czerwca 1815. Gdy Kongres wiedeński ostatecznie zdecydował o powstaniu Królestwa Polskiego w unii personalnej z carami Rosji, Aleksander I otrzymał, uznany przez polski Sejm, tytuł króla polskiego.
Artykuł 5 traktatów bilateralnych głosił: Księstwo Warszawskie, z wyłączeniem części, którymi w inny sposób na mocy powyższych artykułów rozporządzono, połączone jest z Cesarstwem Rosyjskim. Połączone zaś z nim będzie nieodzownie przez swoją konstytucję i posiadane przez Najjaśniejszego Cesarza Wszechrosji, jego dziedziców i następców. Jego Cesarska Mość zachowuje sobie prawo nadać temu państwu, mającemu używać oddzielnej administracji, jakie uzna za przyzwoite.
Pierwszym królem polskim został car Rosji Aleksander I, a po jego śmierci w 1825 Mikołaj I (1825–1855). Osobę króla reprezentował wyznaczony przez niego namiestnik. Królestwo miało własny rząd, sejm, wojsko, oraz prawo wybijania własnej monety.

## Okres złotowy (1816–1841)

### Okres autonomii (1816–1831)

#### System monetarny
System monetarny został ukształtowany ukazem cesarza i króla z 1 grudnia 1815 roku. Był to w teorii system bimetaliczny, w którym obowiązujące w Księstwie Warszawskim ratio (tzn. stosunek wartości złota do srebra) 1:14,5 zostało zmienione nominalnie na 1:15,0 – zostało więc zrównane z rosyjskim, ale wciąż zaniżone w stosunku do zachodniej Europy, gdzie panowało wówczas ratio 1:15,2–15,5.
Podstawą systemu była grzywna kolońska, w polskiej mutacji równa 233,8123 grama. Z grzywny czystego kruszcu bito 1300 złotych polskich w złocie lub 8686/125 (86,688) złotego polskiego w srebrze. Na złotego przypadało więc 0,1799 grama złota lub 2,697 grama srebra. Odpowiadało to z nieznacznym zaokrągleniem 15 kopiejkom rosyjskim w obu systemach. W Rosji jednak rubel srebrny był niżej ceniony od rubla złotego – ażio wynosiło 3% (więc ratio kasowe wynosiło 1:15,45) – podobne ażio notowane było też w Królestwie Kongresowym. Oznacza to, że praktycznie podstawowa moneta złota, złoty królewski, opatrzona nominałem 25 ZŁOT. POLSK., kosztowała w srebrze 25 złotych polskich oraz 22,5 grosza. Proporcjonalnie droższa była 50-złotówka, urzędowo nazywana „podwójny złoty królewski”. Opłata za przebicie na życzenie osób prywatnych grzywny czystego złota, czyli różnica między ceną zakupu kruszcu a stopą menniczą, miała wynosić 76 złotych polskich (5,85%), grzywny srebra zaś 2 złote polskie i 2016/25 grosza (3,1%). Dla obu kruszców były to opłaty stosunkowo wysokie, ale wyraźnie preferowały srebro.
Dla monet złotych przyjęto próbę 22 karatów (917/1000), dla srebrnych monet pięciozłotowych próbę 13 łutów 16 grenów (868/1000), dla dwu- i jednozłotowych 9 łutów 9 grenów (594/1000). Bilon srebrny, czyli monety podwartościowe, o nominałach 10 i 5 groszy miał być wybijany na stopę 138 złotych polskich z grzywny czystej, ze srebra próby 3 łutów 2 grenów (194/1000), a bilon miedziany o nominałach 1 i 3 grosze na stopę 600 złotych polskich z cetnara (51,44 kilograma). Na emisję bilonu, wymagającą dużej ostrożności z powodu niebezpieczeństwa inflacji, wymagana była każdorazowo zgoda króla-cesarza. Zestaw nominałów został uzupełniony decyzją cesarską z 20 października 1818 r. o dziesięciozłotówki, dwukrotnie cięższe od pięciozłotówek. Książę namiestnik Józef Zajączek zastrzegł jednak, by te reprezentacyjne monety wybijano tylko na nowych maszynach, zapewniających prostopadłe obrzeża.
Tak utworzony system był daleki od realizowanych właśnie w Europie Zachodniej ideałów stabilnego, opartego na kruszcu pieniądza. Wskazują na to wysokie opłaty za przebicie kruszcu oraz stała tendencja do inflacji bilonowej. Rozwinięte gospodarczo kraje, nawet tak wyniszczone wojną i obciążone kontrybucjami, jak Francja, zarzucały wówczas samo pojęcie zysku menniczego, w słusznym przekonaniu, że zdrowy i klarowny obieg monetarny daje więcej wpływów z podatków, ceł itp., niż niewielkie w końcu zyski z obniżenia wartości drobnych monet. Bilon traktowano tam jako pomocniczy i reglamentowany znak pieniężny. W Królestwie Kongresowym natomiast od mennicy oczekiwano samowystarczalności finansowej i opłacania deficytowego bicia kurantu zyskami z emisji bilonu. Jeśli powodem takiej polityki był katastrofalny dług publiczny w 1815 i następnych latach, to w latach dwudziestych, gdy sytuacja skarbu państwa uległa znacznej poprawie, można było oczekiwać jej zmiany.
Na stemplach monet, zgodnie ze zwyczajem europejskim, a inaczej niż w Rosji, na awersach monet kurentnych umieszczono portret króla-cesarza i jego tytulaturę:

ALEXANDER I CESARZ SA(modzierżca)•W(szech)• ROS(syi)• KRÓL POLSKI

Po raz pierwszy w dziejach, konsekwentnie cała emisja zawierała wyłącznie napisy polskie. Rewersy przedstawiają herb Królestwa Kongresowego – orla na tarczy położonej na płaszczu, umieszczonym z kolei na piersi orla cesarskiego. Całość otacza nominał i informacja o stopie menniczej. Monety bilonowe i miedziane noszą tylko herb na awersie a nominał na rewersie, przy czym na monetach bitych w bilonie nominał otoczony jest wieńcem. W tak przyjętym schemacie wprowadzono potem dwie zmiany – pierwszą jeszcze za panowania Aleksandra I, drugą zaś za rządów Mikołaja I:
- wraz z zaordynowaniem dziesięciozłotówek w 1818 roku dopuszczono na monetach dodatkowy napis wzorem monet Stanisława Augusta:

Z SREBRA KRAIOWEGO i Z MIEDZI KRAIOWEY

- po śmierci Aleksandra I ukaz nowego cesarza, Mikołaja I z 3 maja 1826 roku ustalił zatrzymanie portretu poprzednika jako „wskrzesicieła Królestwa Polskiego 1815”, natomiast imię panującego monarchy wprowadził wokół orła – pojawiła się tytulatura:

MIKOŁAY I. CESARZ WSZ(ech)• ROSSYI KRÓL POLSKI PANUJĄCY

Na części monet orła zastąpił nominał w wieńcu.
Monety srebrne i złote okresu autonomii pozbawiono kursu kasowego z dniem 1 maja 1847 r. W przypadku monet miedzianych stało się to w lutym 1851 r. Bilonowe pięcio- i dziesięciogroszówki wycofano 1 stycznia 1891 r.

#### Monety okresu panowaniaAleksandra I(1816–1825)[3]
- Dukat pięćdziesięciozłotowy
  - awers: popiersie, wokoło którego jest napis: ALEXANDER I. CESARZ SA.(modzierżca) W.(szech) ROS.(syi) KRÓL POLSKI
  - rewers: orzeł cesarsko-królewski, pod którym są litery I.B. intendenta mennicy warszawskiej Jakuba Benika, a wokoło napis: 50. ZŁOT. POLSK. 26. Z GRZ.(ywny) CZ.(ystej) KOL.(ońskiej) 1817 liczba roku rozdzielona pod ogonem orła
  - rant: karbowany skośnie (skośnie ząbkowany)
  - bity z datą: 1817, 1818, 1819

- Dukat pięćdziesięciozłotowy
  - awers i rewers: jak na poprzedniej, lecz orzeł nieco mniejszy, a pod nim rok 1819. nierozdzielony
  - rant: karbowany pionowo (ząbkowany)
  - bity z datą: 1819, 1820, 1821, 1822, 1823

- Dukat dwudziestopięciozłotowy
  - awers: popiersie, wokoło którego napis: ALEXANDER I. CESARZ SA.(modzierżca) W.(szech) ROS.(syi) KRÓL POLSKI
  - rewers: orzeł cesarsko-królewski, pod którym litery I.B. Jakuba Benika, intendenta mennicy, a wokoło orla napis: 25 ZLOT. POLSK• 52. ALEXANDER I. Z GRZ. CZ. KOL. 1817
  - rant: karbowany skośnie.
  - bity z datą: 1817, 1818, 1819.

- Dukat dwudziestopięciozłotowy
  - awers i rewers: jak na poprzedniej, lecz z rokiem 1822
  - rant: karbowany pionowo (ząbkowany)
  - bity z datą: 1822, 1823, 1824, 1825

- Dziesięciozłotówka
  - awers: popiersie, wokoło którego napis: ALEXANDER l. CESARZ SA. W. ROS. KRÓL POLSKI
  - rewers: orzeł cesarsko-królewski, nad którym wznosząca się korona przedziela rok 1820, a pod orłem litery I.B. intendenta mennicy; wokoło napis w górnym półkolu: 10. ZŁOTYCH POLSKICH, w dolnym zaś półkolu: Z SREBRA KRAIOWEGO
  - rant: obrączkowany (gładki)
  - bita z datą: 1820, 1821, 1822

- Dziesięciozłotówka
  - awers, rewers i rant: jak na poprzedniej, z 1823 r. i z odmiennym popiersiem, szczególniej co do układu włosów
  - bita z datą: 1823, 1824, 1825

- Pięciozłotówka
  - awers: popiersie, wokoło którego napis: ALEXANDER I. CESARZ SA. W. ROS. KRÓL POLSKI
  - rewers: orzeł cesarsko-królewski, pod którym są litery I.B., a nad nim wznosząca się korona przedziela rok 1816.; wokoło napis w górnym półkolu: 5. ZŁOTYCH POLSKICH., a w dolnym: 17 211/625· Z GRZ. CZ. KOL.
  - rant: karbowany skośnie
  - bita z datą: 1816, 1817, 1818

- Dwuzłotówka
  - awers: popiersie bardziej wypukłe, wokoło napis: ALEXANDER I. CESARZ SA. W. ROS. KRÓL POLSKI
  - rewers: orzeł cesarsko-królewski, pod którym są litery I.B., a nad nim wznosząca się korona przedziela rok 1816. wokoło napis w górnym półkolu: 2. ZŁOTE POLSKIE., a w dolnym: 43 43/125. Z GRZ.CZ. KOL.
  - rant: karbowany skośnie
  - bita z datą: 1816, 1817, 1818, 1819, 1820

- Dwuzłotówka
  - awers i rewers: jak na poprzedniej, lecz z 1820 r., orzeł mniejszy
  - rant: karbowany pionowo (ząbkowany)
  - bita z datą: 1819, 1820, 1821, 1822, 1823, 1824, 1825

- Złotówka
  - awers: popiersie, wokoło którego napis: ALEXANDER I. CESARZ SA.W. ROS. KRÓL POLSKI
  - rewers: orzeł cesarsko-królewski, pod którym litery I.B., a nad nim wznosząca się korona przedziela rok 1818. wokoło napis w górnym półkolu: l. ZLOTY: POLSKI, a w dolnym: 86 86/125 Z GRZ. CZ. KOL.
  - rant: karbowany skośnie
  - bita z datą: 1818, 1819

- Złotówka
  - awers i rewers: jak na poprzedniej, lecz z rokiem 1822, orzeł kształtniejszy
  - rant: karbowany pionowo (ząbkowany)
  - bita z datą: 1822, 1823, 1824, 1825

- Dziesięciogroszówka
  - awers: orzeł cesarsko-królewski, pod którym są litery I.B., a nad orłem wznosząca się korona przedziela rok 1816
  - rewers: w wieńcu laurowym napis w trzech wierszach: 10. GROSZY POLS.
  - rant: gładki
  - bita z datą: 1816, 1820, 1821, 1822, 1823, 1825. Bita również w latach 1826–1831 za panowania Mikołaja I

- Pięciogroszówka
  - awers: jak na poprzedniej
  - rewers: w wieńcu laurowym napis: 5. GROSZY POLS.
  - rant: gładki
  - bita z datą: 1816, 1818, 1819, 1820, 1821, 1822, 1823, 1824, 1825. Bita również z datą 1826–1832 za panowania Mikołaja I

- Trzygroszówka
  - awers: orzeł cesarsko-królewski, pod którym litery I.B.
  - rewers: napis w czterech wierszach: 3. GROSZE POLSKIE 1817
  - rant: karbowany skośnie
  - bita z datą: 1817 i 1818

- Trzygroszówka
  - awers: jak na poprzedniej
  - rewers: napis w czterech wierszach: 3. GROSZE POLSKIE 1819
  - rant: karbowany pionowo (ząbkowany).
  - bita z datą: 1819 i 1820. Bita również w latach 1827–1835 za panowania Mikołaja I

- Grosz
  - awers: jak na poprzedniej
  - rewers: napis w czterech wierszach: 1. GROSZ POLSKI 1816
  - rant: gładki
  - bity z datą: 1816, 1817, 1818, 1819, 1820, 1821, 1822. Bity również w latach 1828–1835 za panowania Mikołaja I

- Grosz
  - awers: jak na poprzedniej
  - rewers: napis w czterech wierszach: l. GROSZ POLSKI 1822, a pod nim w półkolu: Z MIEDZI KRAIOWEY
  - rant: gładki
  - bity z datą: 1822, 1823, 1824, 1825

Monety okresu złotowego – panowanie Aleksandra I
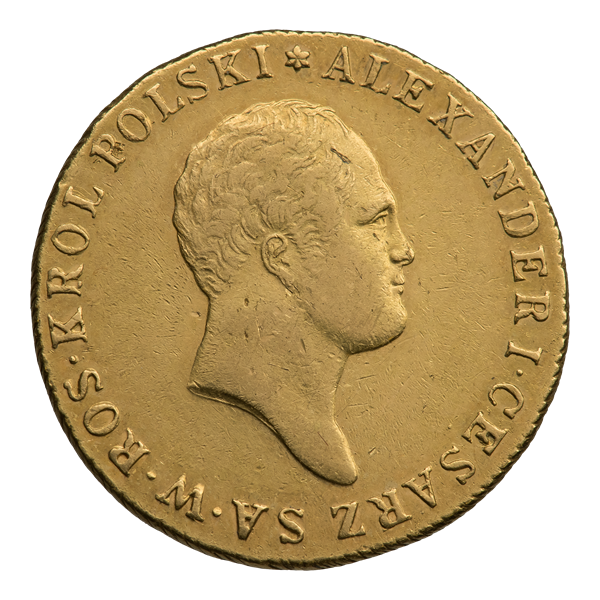
50 złotych polskich 1817 awers
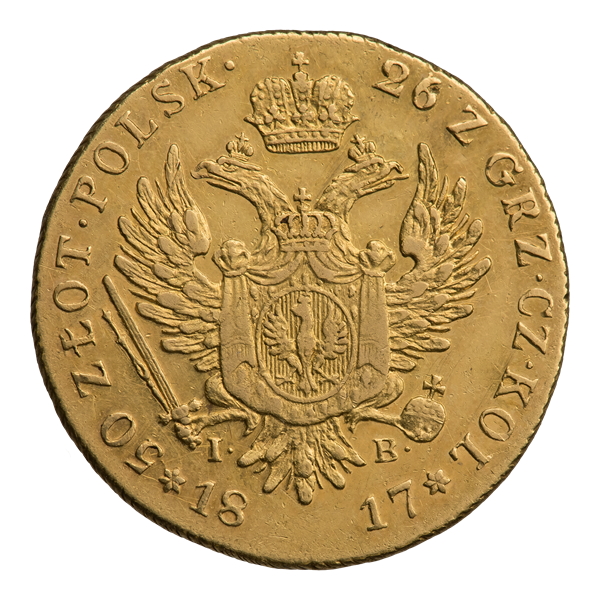
50 złotych polskich 1817 rewers
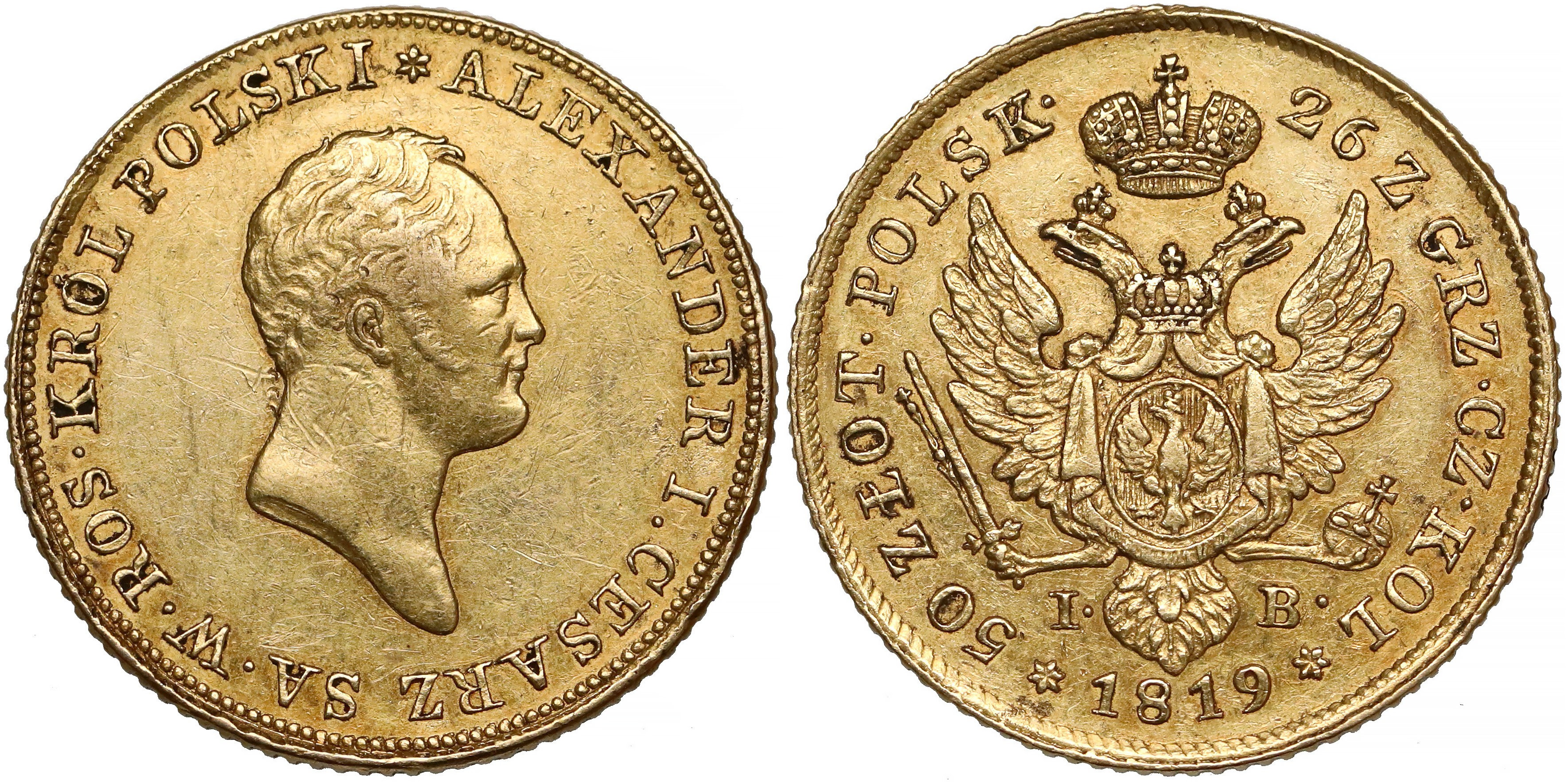
50 złotych polskich 1819 z otokiem
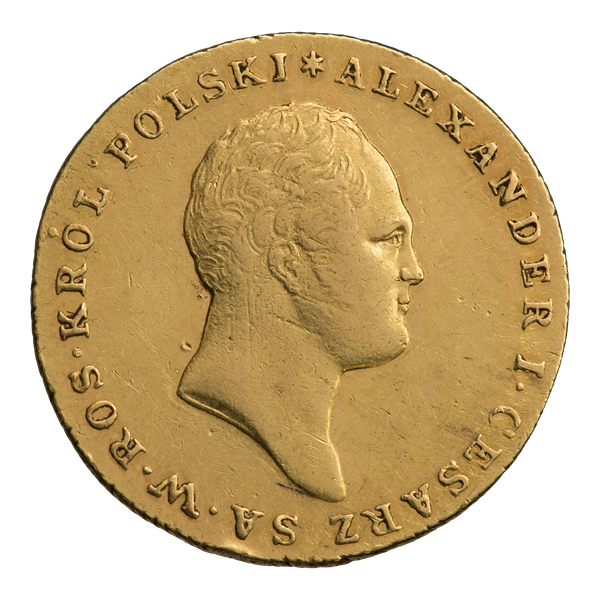
25 złotych polskich 1817 awers
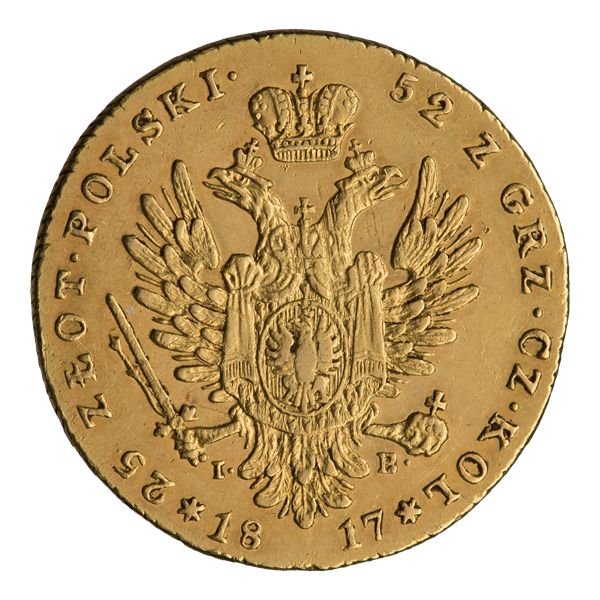
25 złotych polskich 1817 rewers
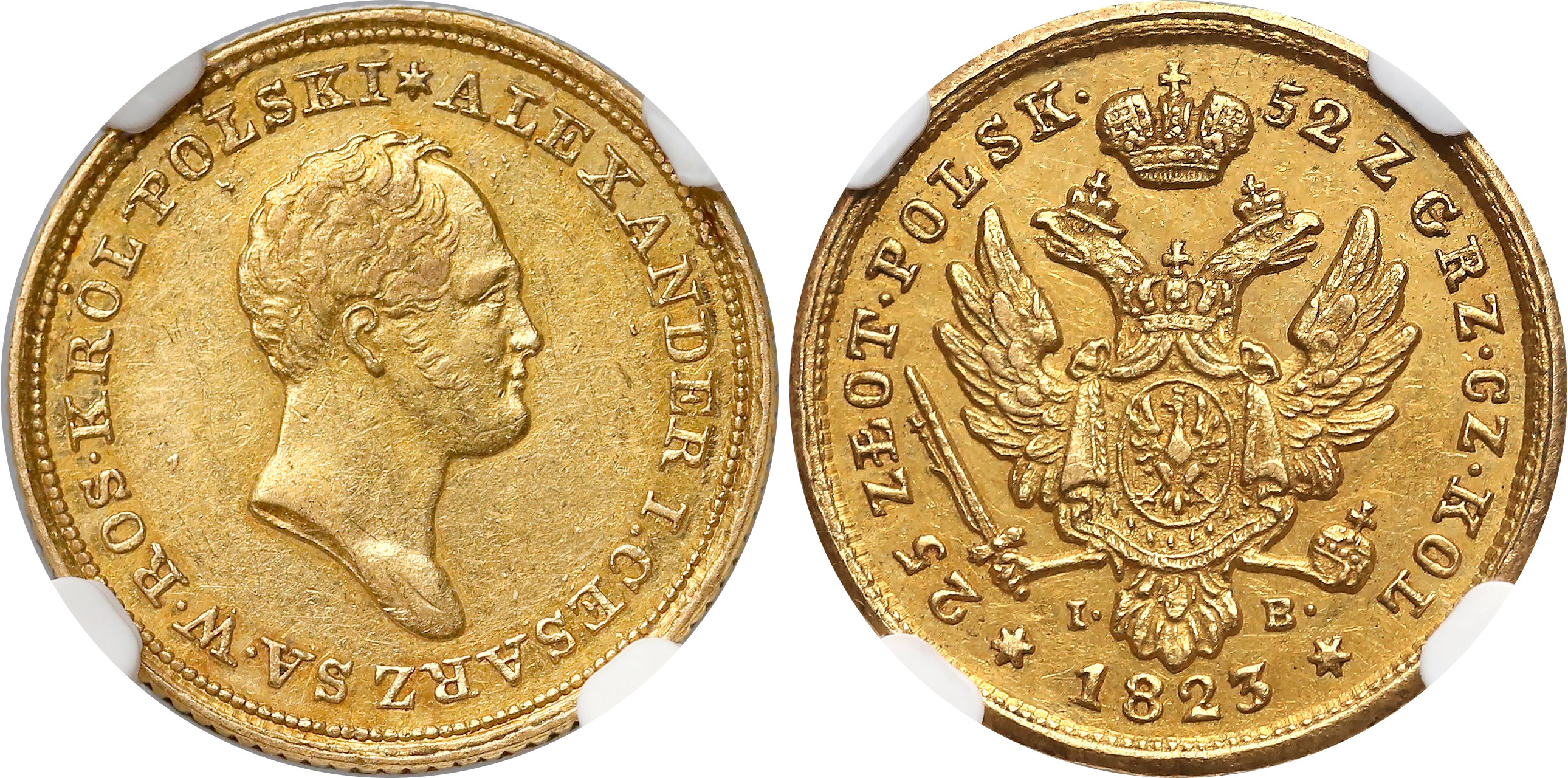
25 złotych polskich 1823
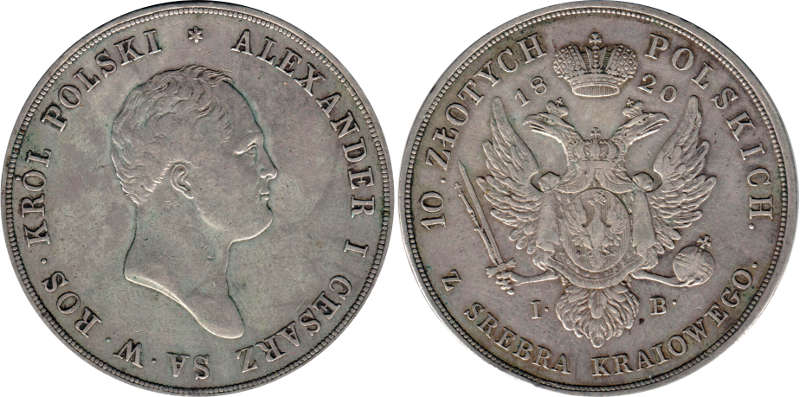
10 złotych polskich 1820
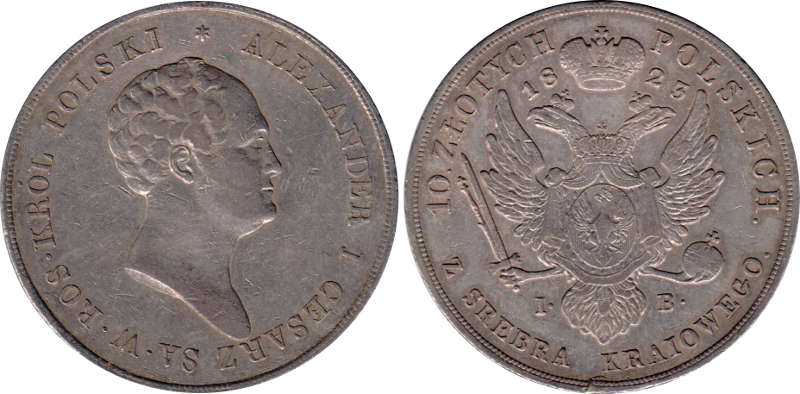
10 złotych polskich 1823
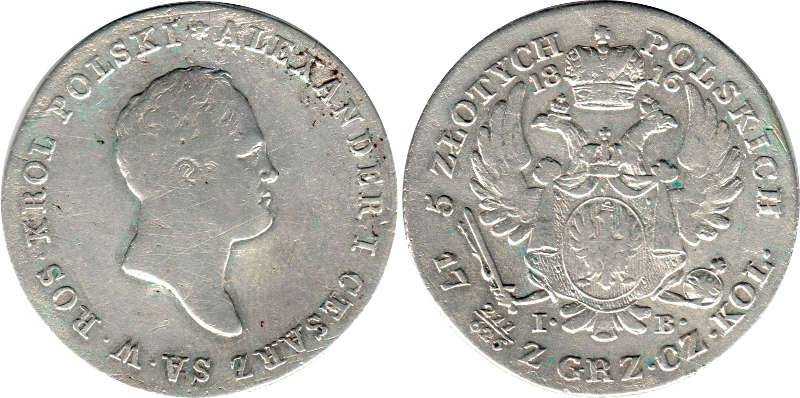
5 złotych polskich 1816
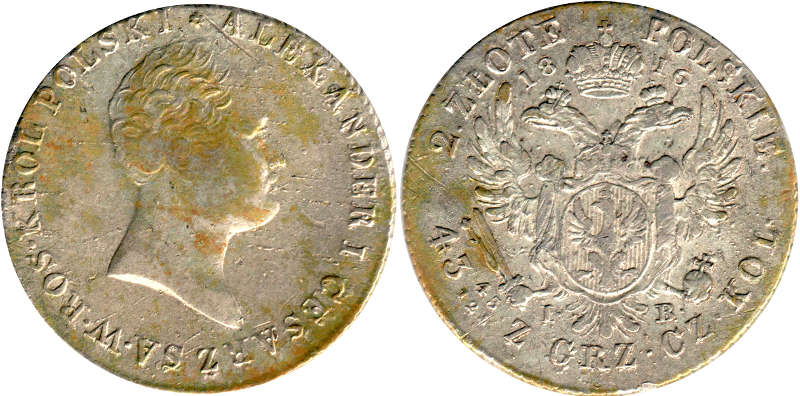
2 złote polskie 1816
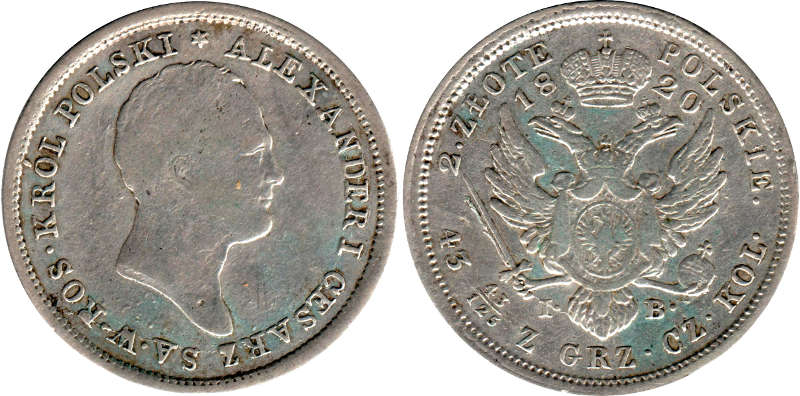
2 złote polskie 1820 z otokiem
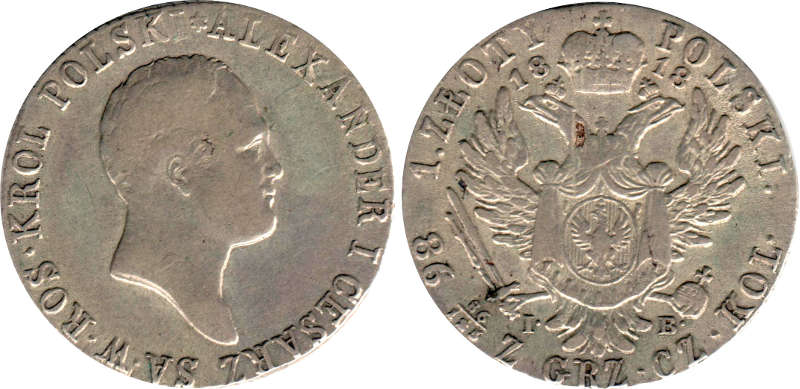
1 złoty polski 1818
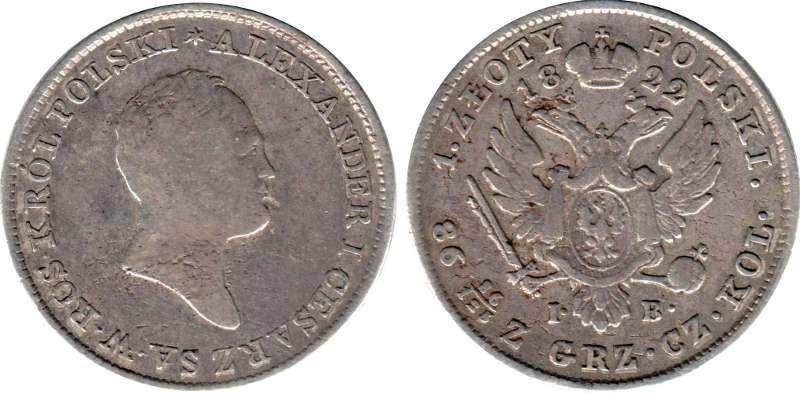
1 złoty polski 1822
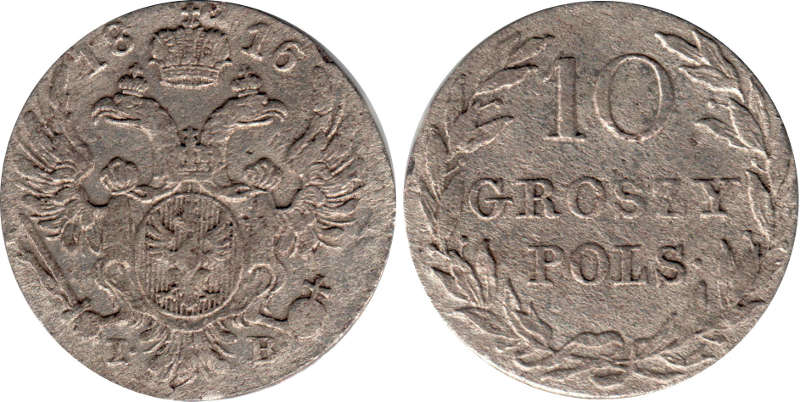
10 groszy polskich 1816
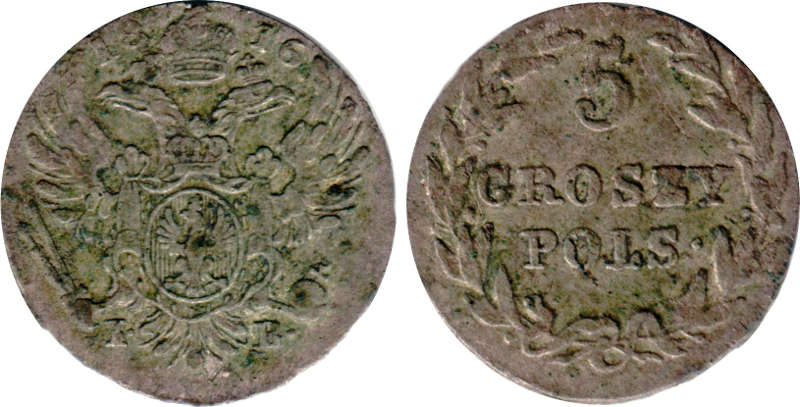
5 groszy polskich 1816
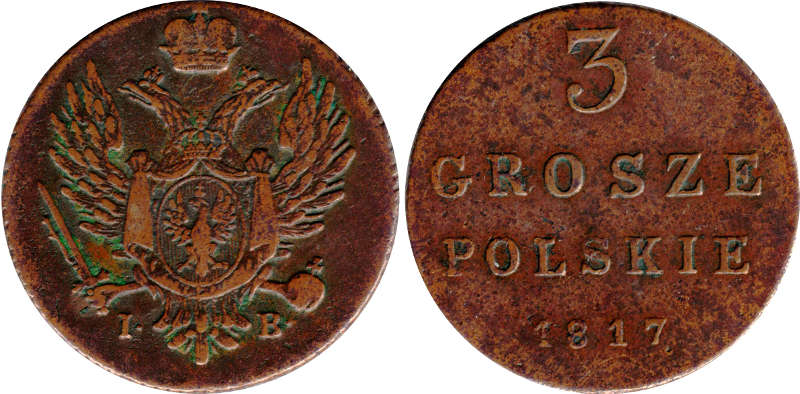
3 grosze polskie 1817
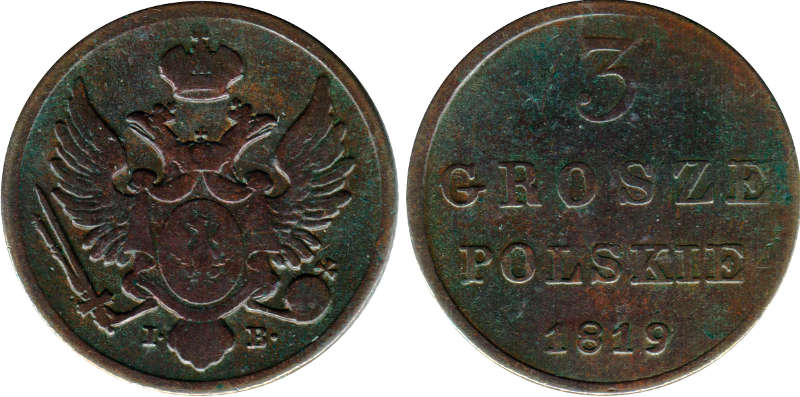
3 grosze polskie 1819
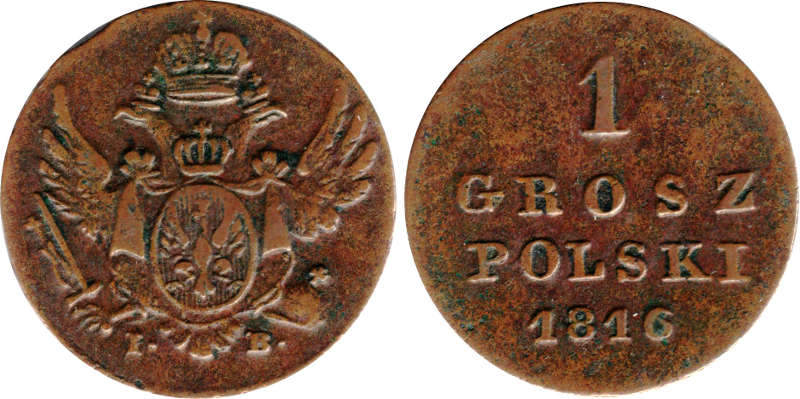
1 grosz polski 1816
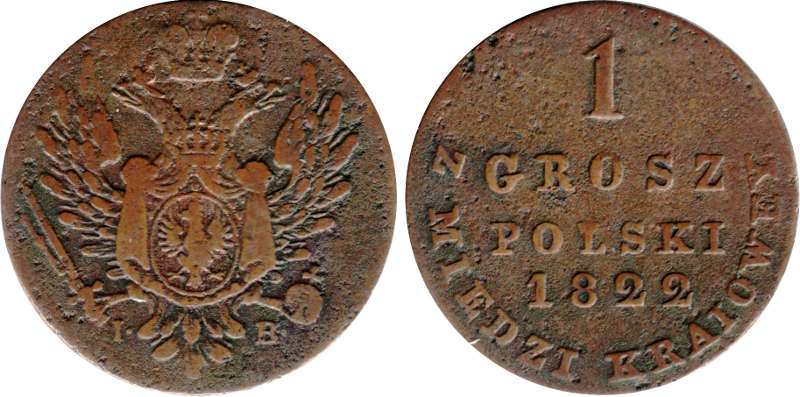
1 grosz polski 1822

#### Monety okresu panowaniaMikołaja I(1826–1835)[3]
- Dukat pięćdziesięciozłotowy
  - awers: popiersie uwieńczone laurem, wokoło napis: ALEXANDER I. CES. ROS. WSKRZESICIEL KRÓL.(estwa) POLS. 1815
  - rewers: w wieńcu dębowym napis w trzech wierszach: 50. ZLO. POL.1827., pod wieńcem litery F.H. intendenta mennicy warszawskiej Fryderyka Hungera, a wokoło wieńca: MIKOŁAY I. CES. WSZ. ROSSYI KRÓL POLSKI PANUJĄCY
  - rant: karbowany pionowo (ząbkowany)
  - bity z datą: 1827 i 1829

- Dukat dwudziestopięciozłotowy
  - awers: popiersie uwieńczone laurem, wokoło napis, jak na poprzedniej
  - rewers: w wieńcu dębowym napis w trzech wierszach: 25. ZLO. POL. 1828, pod wieńcem litery F.H. intendenta Fryderyka Hungera, wokoło wieńca: MIKOŁAY I. CES. WSZ. ROSSYI KRÓL POLSKI PANUJĄCY
  - rant: karbowany pionowo (ząbkowany)
  - bity z datą: 1828, 1829, 1832 (K.G. od Karola Gronaua), 1833 (K.G.)

- Dziesięciozłotówka
  - awers: popiersie uwieńczone laurem, wokoło napis: ALEXANDER I. CES. ROS. WSKRZESICIEL KRÓL(estwa) POLS. 1815.MIKOŁAY I
  - rewers: orzeł cesarsko-królewski, pod którym są litery F.H. Fryderyka Hunger, nad orłem wznosząca się korona przedziela rok 1827. pod orłem napis w półkolu: 10. ZŁOTYCH POLSKICH, w około napis: MIKOŁAY l. CES. WSZ. ROSSYI KRÓL POLSKI PANUJĄCY
  - rant: obrączkowany (gładki)

- Pięciozłotówka
  - awers: jak na poprzedniej
  - rewers: jak na poprzedniej, lecz korona przedziela rok 1829, a pod orłem napis w półkolu: 5. ZŁOTYCH POLSKICH, litery F.H. oznaczają Fryderyka Hungera, intendenta mennicy
  - rant: karbowany pionowo (ząbkowany)
  - bita z datą: 1829, 1830 (F.H. albo K.G. od Karola Gronaua), 1831 (K.G.), 1832 (K.G.), 1833 (K.G.), 1834 (K.G. albo I.P. od Jerzego Puscha)

- Dwuzłotówka
  - awers: popiersie uwieńczone laurem, wokoło napis: ALEXANDER I. CES. ROS. WSKRZESICIEL KRÓL. POLS. 1815
  - rewers: w wieńcu dębowym, pod którym są litery I.B. Jakuba Benika, napis w trzech wierszach: 2. ZŁO. POL. 1826, a wokół napis: MIKOŁAY I. CES. WSZ• ROSSYI KRÓL POLSKI PANUJĄCY
  - rant: karbowany pionowo (ząbkowany)
  - bita z datą: 1826, 1828 (F.H. od Fryderyka Hungera), 1830 (F.H.)

- Złotówka
  - awers i rewers: jak na poprzedniej, lecz w wieńcu napis: l. ZŁO. POL. 1827, a pod wieńcem litery F.H., Fryderyka Hungera, intendenta
  - rant: karbowany pionowo (ząbkowany)
  - bita z datą: 1827, 1828, 1829, 1830, 1831 (K.G. od Karola Gronaua), 1832 (K.G.), 1833 (K.G.), 1834 (K.G. albo I.P. od Jerzego Puscha)

- Dziesięciogroszówka
  - awers: orzeł cesarsko-królewski, pod którym litery I.B., a nad orłem korona przedzielająca rok 1826
  - rewers: w wieńcu laurowym napis w trzech wierszach: 10. GROSZY POLS.
  - rant: gładki
  - bita z datą: 1826, 1827 (I.B. albo F.H. od Fryderyka Hungera), 1828 (F.H.), 1830 (F.H. albo K.G. od Karola Gronaua), 1831 (K.G.). Bita również w latach 1816–1825 za panowania Aleksandra I

- Pięciogroszówka
  - awers i rewers: jak na poprzedniej, lecz w wieńcu napis: 5. GROSZY POLS.
  - rant: gładki
  - bita z datą: 1826, 1827 (I.B. albo F.H. od Fryderyka Hungera), 1828 (F.H.), 1829 (F.H.), 1830 (F.H.), 1831 (K.G. od Karola Gronaua), 1832 (K.G.). Bita również w latach 1816–1825 za panowania Aleksandra I

- Trzygroszówka
  - awers: orzeł cesarsko-królewski, nad którym wznosi się korona, a po nim litery I.B. Jakuba Benika, intendenta
  - rewers: napis w czterech wierszach: 3. GROSZE POLSKIE 1826, a pod nim w półkolu: Z MIEDZI KRAIOWEY
  - rant: karbowany pionowo (ząbkowany)
  - bita z datą: 1826 i 1827

- Trzygroszówka
  - awers: orzeł cesarsko-królewski, jak wyżej, a pod nim są litery F.H. Fryderyk Hungera, intendenta
  - rewers: napis w czterech wierszach: 3. GROSZE POLSKIE 1827
  - rant: karbowany pionowo (ząbkowany)
  - bita z datą: 1827, 1828, 1829, 1830 (F.H albo K.G. od Karola Gronaua), 1831 (F.H. albo K.G.), 1832 (F.H albo K.G.), 1833 (K.G.), 1834 (K.G. albo I.P. od Jerzego Puscha), 1835 (I.P.). Bita również w latach 1819 i 1820 za panowania Aleksandra I

- Grosz
  - awers: orzeł cesarsko-królewski, jak wyżej, a pod nim są litery F.H. od Fryderyk Hunger, intendenta
  - rewers: napis w czterech wierszach: l. GROSZ POLSKI 1828
  - rant: gładki
  - bity z datą: 1828, 1829, 1830 (F.H. albo K.G. od Karola Gronaua), 1831 (K.G.), 1832 (K.G.), 1833 (K.G.), 1834 (K.G. albo I.P. od Jerzego Puscha), 1835 (I.P.). Bity również w latach 1816–1822 za panowania Aleksandra I

Monety okresu złotowego – panowanie Mikołaja I
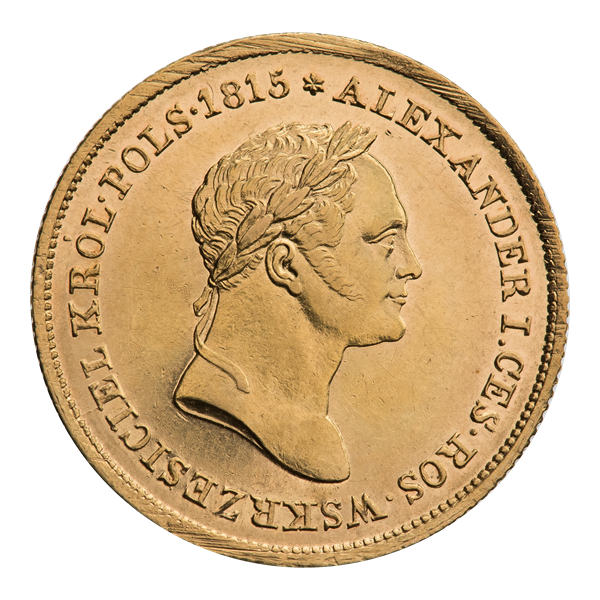
50 złotych polskich 1829 awers
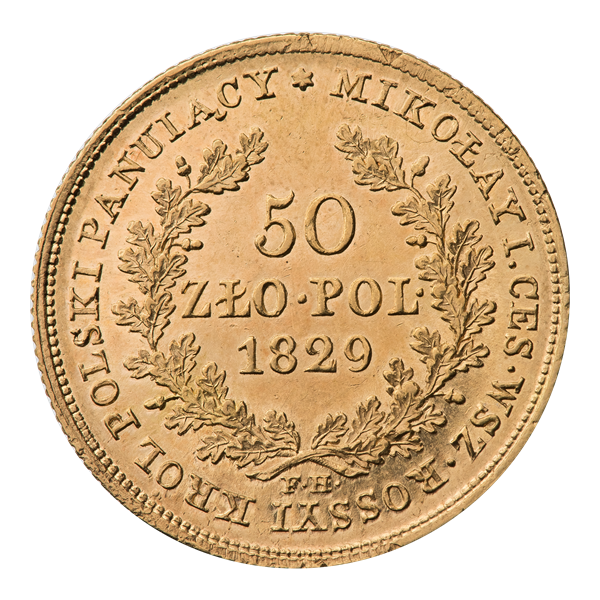
50 złotych polskich 1829 rewers
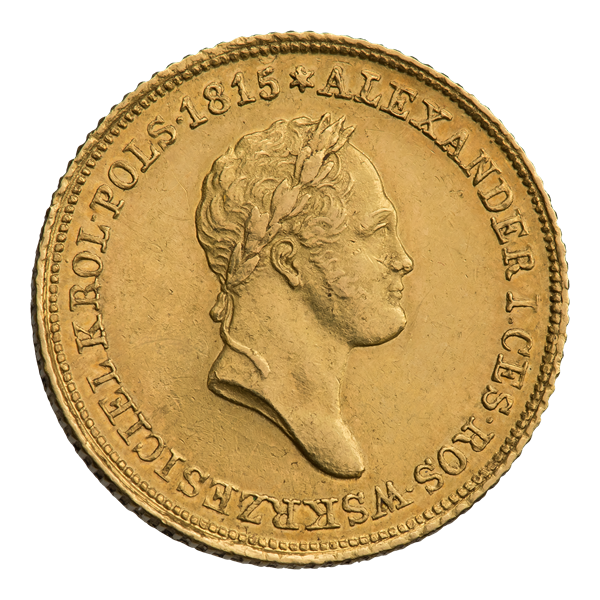
25 złotych polskich 1829 awers
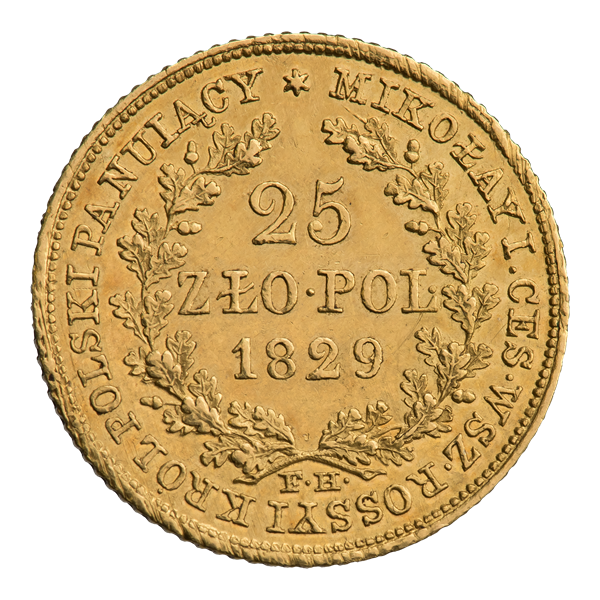
25 złotych polskich 1829 rewers
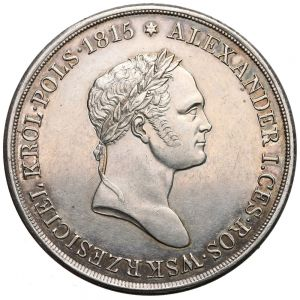
10 złotych polskich 1827 awers
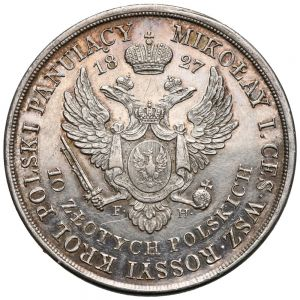
10 złotych polskich 1827 rewers
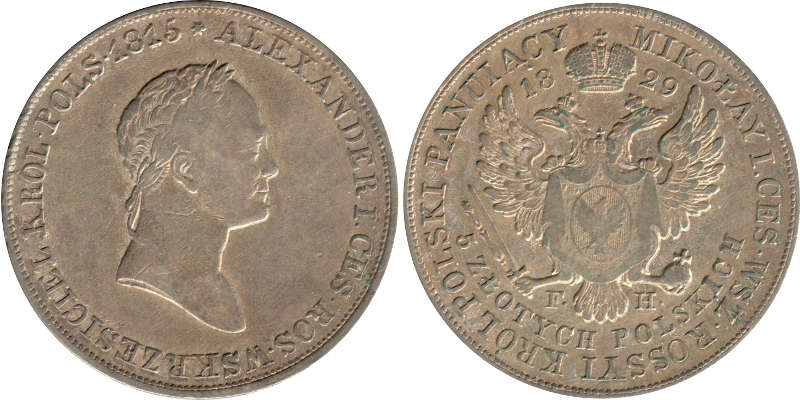
5 złotych polskich 1829
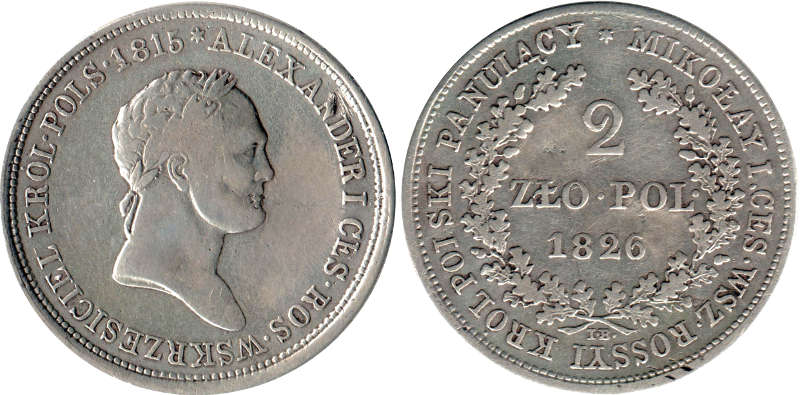
2 złote polskie 1826
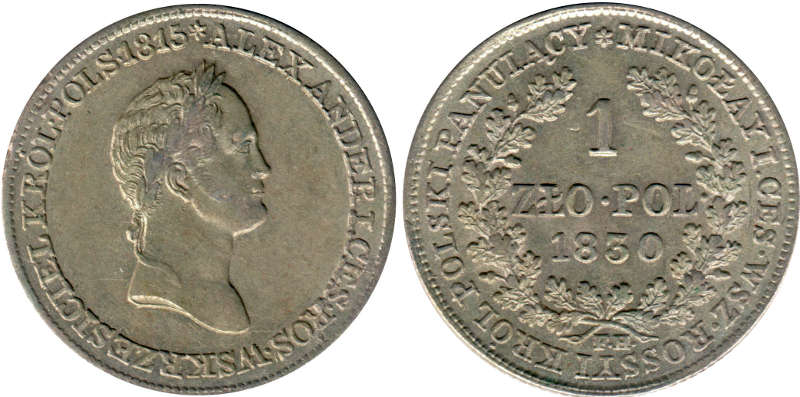
1 złoty polski 1830
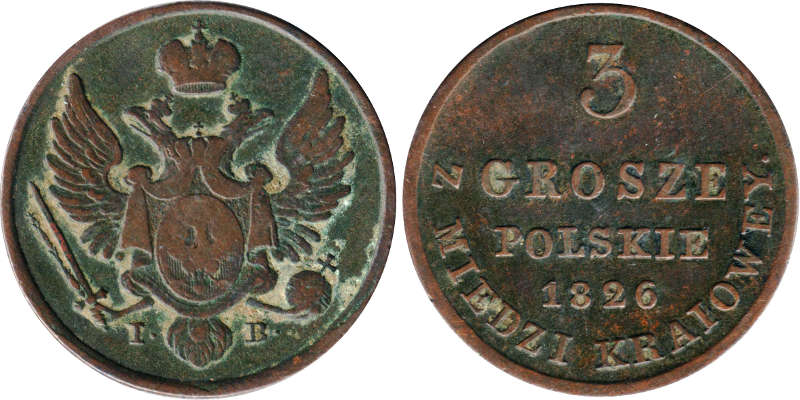
3 grosze polskie 1826

#### Liczba monet wprowadzonych do obiegu
W latach 1816–1834 stemplami okresu autonomii Królestwa Kongresowego wybito łącznie 103 041 308 sztuk wszystkich nominałów w złocie, srebrze, bilonie i miedzi. Liczba monet wprowadzonych do obiegu przez mennicę w Warszawie w poszczególnych latach przedstawiona jest w tabeli:
| Rok   | Złoto               | Złoto               | Srebro              | Srebro             | Srebro          | Srebro         | Bilon              | Bilon             | Miedź            | Miedź          | Wartość    | Wartość |
| Rok   | 50 złotych polskich | 25 złotych polskich | 10 złotych polskich | 5 złotych polskich | 2 złote polskie | 1 złoty polski | 10 groszy polskich | 5 groszy polskich | 3 grosze polskie | 1 grosz polski | złp        | gr      |
| ----- | ------------------- | ------------------- | ------------------- | ------------------ | --------------- | -------------- | ------------------ | ----------------- | ---------------- | -------------- | ---------- | ------- |
| 1816  | –                   | –                   | –                   | 971 230            | 1 392 549       | –              | 750 000            | 2 700 000         | –                | 1 873 070      | 8 403 683  | 20      |
| 1817  | 17 194              | 96 164              | –                   | 2 585 333          | 1 084 499       | –              | –                  | –                 | 842 613          | 3 091 936      | 18 546 788 | 25      |
| 1818  | 50 040              | 54 627              | –                   | 115 493            | 1 320 681       | 2 252 718      | –                  | 3 055 764         | 157 409          | 4 034 994      | 9 998 754  | 21      |
| 1819  | 19 506              | 86 218              | –                   | 85 561***          | 1 241 493       | 1 208 278      | –                  | 5 531 568         | 187 082          | * *            | 8 190 455  | 6       |
| 1820  | 7098                | –                   | 534                 | –                  | 1 970 057       | –              | 793 241            | 3 481 037         | 89 018           | 371 700        | 5 166 232  | 10      |
| 1821  | 2683                | –                   | 1195                | –                  | 997 267         | –              | 706 759            | 1 651 023         | –                | 571 278        | 2 670 433  | 13      |
| 1822  | 1610                | 1124                | 233                 | –                  | 93 025          | 286 673        | 1 237 823          | 1 281 611         | –                | 2 720 702      | 1 300 552  | 17      |
| 1823  | 181                 | 479                 | 1124                | –                  | 445 891         | 52 369         | 262 177            | 2 098 041         | –                | 5 046 096      | 1 581 685  | 1       |
| 1824  | –                   | 612                 | 513                 | –                  | 348 327         | 118 582        | –                  | 234 591           | –                | 5 412 794      | 1 055 190  | 29      |
| 1825  | –                   | 636                 | * *                 | –                  | 228 908         | 84 299         | 750 000            | 349 978           | –                | 2 107 961      | 936 610    | 1       |
| 1826  | 70***               | 134***              | –                   | –                  | 65 134          | 26 254***      | 750 000            | 2 079 136         | 569 867          | 1 095 600***   | 853 401    | 11      |
| 1827  | 62                  | 385***              | 123                 | –                  | –               | 106 356        | 736 621            | 1 904 020         | 495 163          | –              | 732 704    | 10      |
| 1828  | 237***              | 241                 | –                   | –                  | 119 232         | 91 507         | 528 691            | 402 504           | 1 158 774        | 1 189 568      | 746 690    | –       |
| 1829  | 238                 | 66                  | –                   | 1 234 453          | –               | 124 045        | –                  | 713 581           | 1 057 069        | 931 167        | 6 565 535  | 29      |
| 1830  | –                   | 618***              | –                   | 286 789            | 305 703         | 613 665        | 145 249            | 571 204           | 891 099          | 1 568 652      | 2 959 481  | 10      |
| 1831  | 1 652***            | 1 104***            | –                   | 981 107            | 134 293         | * *            | 4 527 861          | 359 326           | 621 612          | 1 776 820      | 6 974 884  | 6       |
| 1832  | –                   | 304                 | –                   | 638 815            | –               | 1 112 441      | –                  | 153 687           | 30 450           | 1 558 658      | 4 394 730  | 23      |
| 1833  | –                   | 424                 | –                   | 445 054            | –               | 41 374         | –                  | –                 | 514 793          | 374 760        | 2 341 215  | 10      |
| 1834  | –                   | –                   | –                   | 414 069            | –               | 201 108        | –                  | –                 | 345 701          | 427 348        | 2 320 268  | 1       |
| razem | 100 571             | 243 136             | 3 722               | 7 757 904          | 9 747 059       | 6 319 669      | 11 188 422         | 26 567 071        | 6 960 650        | 34 153 104     | 85 739 298 | 3       |

gdzie:
- * * oznacza, że w danym roku mennica nie wprowadzała monet do obiegu, ale znane są egzemplarze tego rocznika,
- *** oznacza, że mennica wprowadzała w danym roku monety, ale nieznane są egzemplarze monet tego rocznika.

Monety 1 grosz polski oraz 3 grosze polskie bito również w roku 1835, równocześnie z monetami okresu po powstaniu listopadowym (1 grosz, 3 grosze), więc w rzeczywistości liczba tych nominałów, jak i sumaryczna wartość całej emisji okresu autonomii były nieznacznie większe niż pokazano to w podsumowaniu.

Podane w tabeli liczby tylko w niektórych przypadkach można utożsamiać z nakładami poszczególnych roczników. Mennica w swoich sprawozdaniach podawała jedynie liczbę egzemplarzy konkretnego nominału wypuszczonych w danym roku do obiegu, ale częstą wówczas praktyką było wprowadzanie części nakładu monet bitych w latach poprzedzających.

### Powstanie listopadowe[9]

#### System monetarny
Wybuch powstania 29 listopada 1830 nie spowodował zakłóceń w systemie monetarnym, zarówno jednostka wagowa, jak i stopa mennicza oraz jednostka pieniężna obiegowa nie uległy zmianie.
Dopiero po detronizacji Mikołaja I przez Sejm 25 I 1831 roku wprowadzono zmiany w mennictwie. Zarządzono likwidację monet złotych o nominałach 25 i 50 złotych polskich i wprowadzenie na ich miejsce dukata bitego w liczbie 67 sztuk z grzywny kolońskiej złota próby 23 karatów 7 grenów. Całkowicie zmieniono stemple. Dukat miał być ścisłym naśladownictwem monet holenderskich, analogicznym do bitych w tamtym okresie w Petersburgu, wraz z łacińskim napisem:

MO[neta] AUR[ea] REG[ni] BELGII AD LEGEM IMPERII

(pol. moneta złota Królestwa Niderlandów na stopę cesarską.) Belgium w humanistycznej łacinie oznaczało Niderlandy jako całość. Dukaty te miały być bite ze znakiem wyróżniającym w postaci małego orła polskiego, zastępującym kaduceusz – znak mennicy w Utrechcie. Monety cieszyły się na ogół opinią dokładnie zbieżnych z niderlandzkimi oryginałami. Tak jedne, jak drugie ważą 1/67 grzywny kolońskiej i miały ustawowo zawierać 23 karaty 7 grenów złota. Dukaty rzeczywiście miały przepisane masy, ale niderlandzkie wykazywały próbę 23 karaty 6 grenów, a polskie 23 karaty 6,5 grena, zatem ich dobra opinia była w pełni usprawiedliwiona.
Na pozostałych monetach, bitych wedle niezmienionej stopy z 1815 roku, wprowadzono zgodnie z decyzją sejmu z 29 stycznia 1831 r. oznaki narodowe wskazane przez rząd powstańczy. Był to herb państwa w rzadko stosowanej dotąd postaci, zaprojektowany przypuszczalnie przez Joachima Lelewela. Nowe stemple przygotowano już 6 lutego, a sejm zatwierdził ex post 19 lutego 1831 r.
Na monetach srebrnych bilonowych i miedzianych na przedzielonej tarczy znajdował się orzeł biały i pogoń w czerwonym polu, ponad tarczą korona królewska, a w górnym polu napis:

KRÓLESTWO POLSKIE

Rant pięciozłotówki otrzymał sentencję:

BOŻE ZBAW POLSKĘ

Dukaty otrzymały kurs urzędowy 20 złotych polskich srebrem, co odpowiadało ratio 15,73, niemal identycznemu ze średnim rocznym ratio londyńskim w tym roku. Na rynku warszawskim za dukat holenderski płacono w 1831 r. 19 złotych polskich 15 groszy. Oznaczało to likwidację „złotego w złocie”, analogicznego do rosyjskiego rubla w złocie. Jeśli taryfa urzędowa nieznacznie przewyższała wartość rynkową dukata, można uznać, że ordynacja z lutego 1831 roku wprowadziła w Królestwie Polskim monometalizm srebrny, podobnie jak w prawie całej ówczesnej Europie.
Początkowy nacisk Banku Polskiego na bicie kurantu słabł wraz z topnieniem zasobów kruszcu i odcinaniem przez zaborców kolejnych jego źródeł. Brak srebra w sposób całkiem naturalny i niezależnie od konieczności pokrywania kosztów niefortunnie prowadzonej wojny popychał w kierunku inflacji bilonowej, jeszcze niedawno zwalczanej. Stopniowo głównym nominałem stała się dziesięciogroszówka, dająca możliwość uzyskania maksymalnych kwot przy minimalnym nakładzie kruszcu i robocizny.
Brak srebra skłonił też bank do znacznego obniżenia opłaty za przebicie srebra na monetę do 0,8%, a w stosunku do skupowanego przymusowo srebra kościelnego zastosowano nawet pełną odpłatność według stopy menniczej, tj. 86,688 złotych polskich za grzywnę czystego kruszcu. W tym ostatnim przypadku płacono jednak obligacjami. Z tego drogo kupowanego srebra bito bilon, a nie kurant.

#### Monety Królestwa Polskiego (1831)
Bito i wprowadzano do obiegu tylko pięć nominałów:
- dukat – złoto
- 5 złotych polskich 1831 – srebro
- 2 złote polskie 1831 – srebro
- 10 groszy polskich 1831 – bilon
- 3 grosze polskie 1831 – miedź

Monety funkcjonowały w obiegu również po upadku powstania, chociaż zdecydowano o ich wycofaniu zaraz po jego upadku. Ostatecznie monety wycofano z obrotu kasowego dnia 1 czerwca 1838 r.

Monety powstania listopadowego
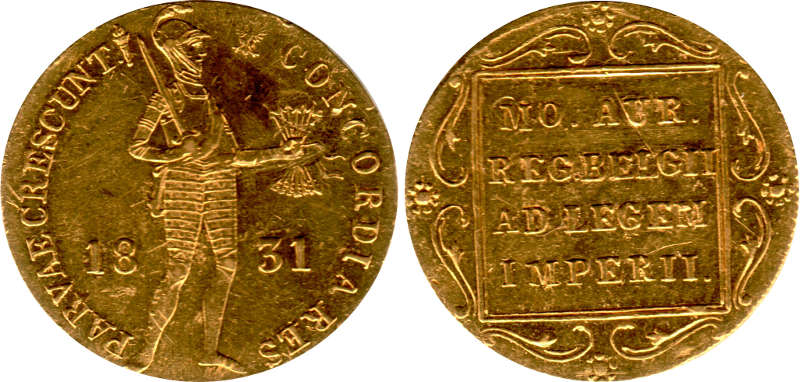
dukat 1831
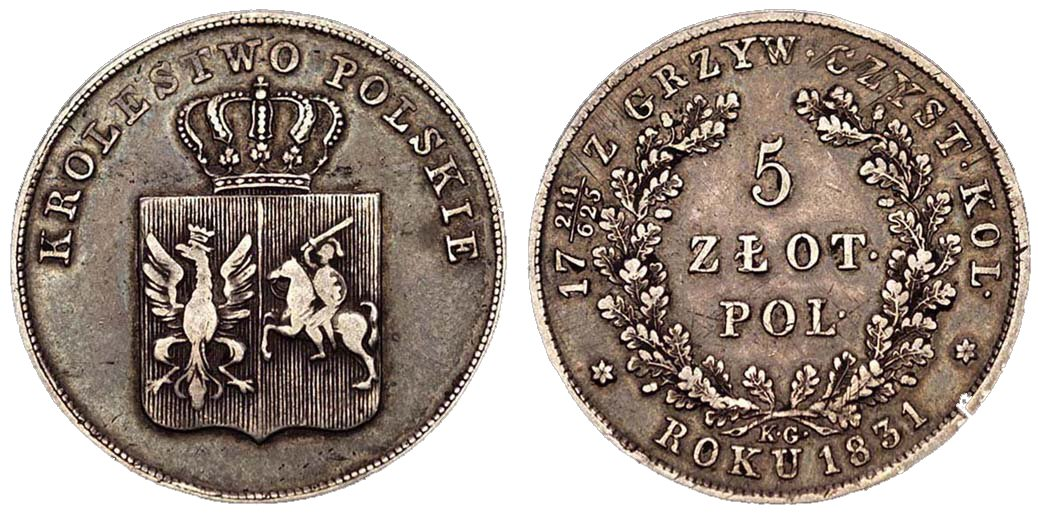
5 złotych polskich 1831 Królestwo Polskie
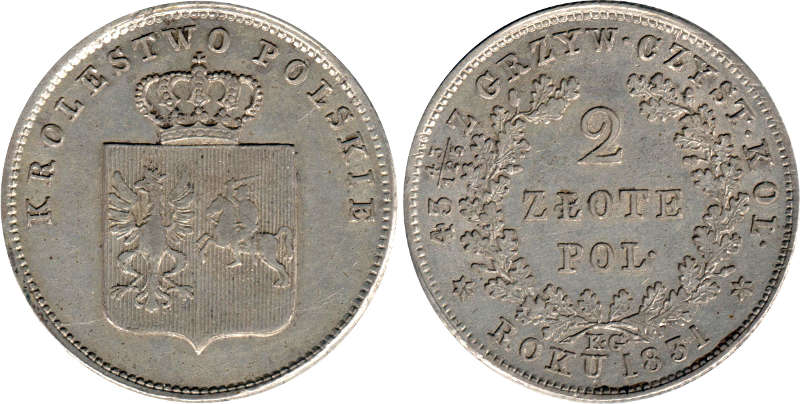
2 złote polskie 1831 Królestwo Polskie
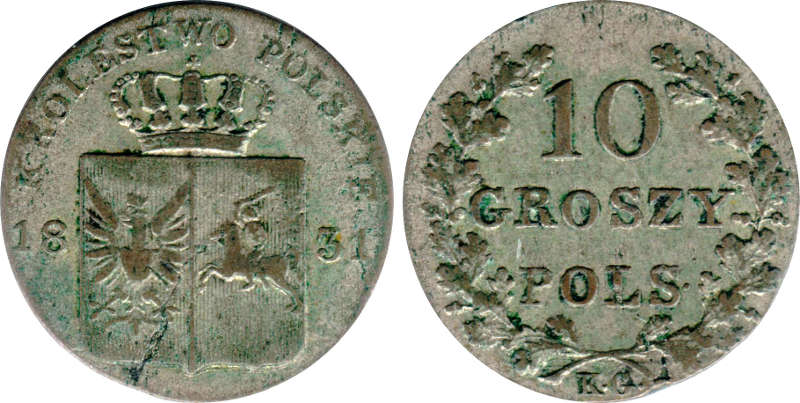
10 groszy polskich 1831 Królestwo Polskie
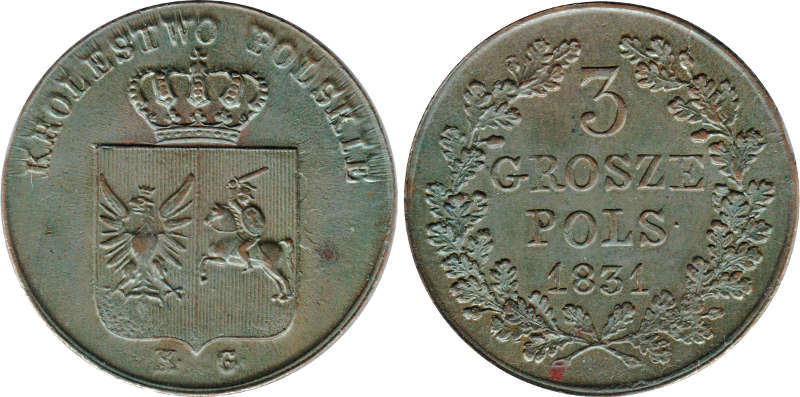
3 grosze polskie 1831 Królestwo Polskie

Monety i banknot z oznakami narodowymi od chwili powstania traktowane były jako cenne pamiątki, oprawiane w puzderka, często z tłoczonym dwuwierszem autorstwa Ludwika Osińskiego, wywieszonym wraz z herbem orła białego na warszawskim ratuszu podczas pierwszych obchodów święta 3. Maja w 1807 roku:

(...) Dawne wyrocznie Lecha niebo nam ogłasza! Polacy! To nasz Orzeł! Ta ziemia jest nasza!(...)

Część z nich była oficjalnie wykonywana z safianu w mennicy jeszcze w czasie powstania.

#### Liczba wybitych monet
Stemplami powstańczymi zostało wybite w sumie 7 506 688 sztuk monet. Znane są dokładne nakłady poszczególnych nominałów:
| Rok   | Złoto   | Srebro             | Srebro          | Bilon              | Miedź            | Wartość   | Wartość |
| Rok   | dukat   | 5 złotych polskich | 2 złote polskie | 10 groszy polskich | 3 grosze polskie | złp       | gr      |
| ----- | ------- | ------------------ | --------------- | ------------------ | ---------------- | --------- | ------- |
| 1831  | 162 347 | 22 571             | 170 990         | 6 038 148          | 1 111 774        | 5 825 668 | 12      |
| 1832  | 858     | –                  | –               | –                  | –                | 17 160    | –       |
| razem | 163 205 | 22 571             | 170 990         | 6 038 148          | 1 111 774        | 5 842 828 | 12      |

Dukat z niezmienioną datą (1831) był również w liczbie 852 egzemplarzy bity w roku 1832.

### Okres po powstaniu listopadowym (1832–1841)[3]
(...) Ukazem NAJJAŚNIEJSZEGO PANA z d. 15. Października 1832. i 27. Kwietnia 1833. r. stopa menniczna królestwa polskiego zrównaną została ze stopą menniczną cesarstwa, a dla tem łatwiejszego obiegu i poznania wartości monety umieszczono napisy rossyjskie i polskie, wykazujące stosunek złotego do rubla. Moneta tej stopy bita w cesarstwie ma znaki mennicy petersburgskiej, bita zaś w królestwie nacechowaną jest literami M. W. oznaczającemi mennicę warszawską.Jest dziewięć rodzai tej monety, bitej w królestwie od 1834 r. – moneta złota wartości 20. złotych, czyli 3. ruble śr: – 10. złotych, czyli 1 1/2 rubla śr: – 5. złotych, czyli 3/4 rubla śr: – 2. złote, czyli 30. kopiejek. – 1. złoty, czyli 15. kopiejek. – 10. groszy. – 5. groszy.- 3. grosze miedziane. – l. grosz miedziany. (...)

#### System monetarny
Ukaz z 15 października 1832 roku wprowadził rosyjskie monety piętnastokopiejkowe z podanym po polsku przelicznikiem 1 ZŁOTY z godłem Cesarstwa Rosyjskiego. Monety te odpowiadały dokładnie rosyjskiej menniczej stopie srebrnej, czyli zawierały 3,11 grama srebra próby 868/1000. W stosunku do ciągle bitych w Warszawie złotówek polskich miały one minimalnie więcej kruszcu, ale za to znacznie mniejszą średnicę i masę. Jeszcze w 1832 roku wybiła je mennica petersburska.
Niedługo potem kolejny ukaz z 27 stycznia 1833 roku wprowadził analogiczne w kształcie i stopie, niemające dotychczas analogii w rosyjskim mennictwie monety ¾ rubla – 5 złotych oraz 1½ rubla – 10 złotych, a wreszcie ukaz z 1 maja 1834 roku zaordynował też odpowiednią do stopy rosyjskiej monetę dwuzłotowo-trzydziestokopiejkową oraz złotą 3 ruble – 20 złotych. Ta ostatnia była zwana urzędowo imperiał-dukatem, gdyż wartością zbliżona była do dukata (3,926 g złota próby 917/1000), ale umieszczony na niej polski nominał 20 ZŁOTYCH ponownie odnosił się do „złotego w złocie”, a nie w srebrze, nieco tańszego – złota dwudziestozłotówka nie odpowiadała zatem dwu srebrnym dziesięciozłotówkom.
Te tzw. monety polsko-rosyjskie były de iure monetami rosyjskimi, mającymi obieg w całym Imperium, choć przeznaczonymi w szczególności dla terenów Królestwa Kongresowego i tzw. ziem zabranych. Ich emisję motywowano w 1833 roku wygodą w stosunkach handlowych między Królestwem Kongresowym a Cesarstwem. Ordynowane monety jeszcze w tych samych latach były realizowane w mennicy petersburskiej, gdy warszawska biła ciągle grosze, trojaki, dziesięciogroszówki, jedno-, pięcio- i dwudziestopięciozłotówki według wzorów przedpowstaniowych, z portretem Aleksandra I i imieniem Mikołaja I na kurancie. Dopiero reskrypt z 1 maja 1834 roku nakazał wstrzymać w Warszawie emisję monet kurentnych według dotychczasowej stopy i wzorca oraz wprowadzić monety z napisami dwujęzycznymi na stopę rosyjską. Dokument ten nie dotyczył jednak bilonu, toteż jeszcze w 1835 roku wybito w Warszawie grosze i trojaki miedziane według dotychczasowych normatywów i wzorców. Monety te nie odpowiadały stopie rosyjskiej, nie mogły więc otrzymać rosyjskich nominałów. W maju 1835 cesarz nakazał pozostawić dotychczasową stopę monet groszowych, ale zamiast godła Królestwa Kongresowego wprowadzić godło rosyjskie i usunąć ze stempli określenie „POLSKI” „POLSKIE” lub „POLSKICH”. Monety te zatem miały napis skromny, ale wyłącznie polski, natomiast herb rosyjski. Bito je tylko w Warszawie, cesarz zaś wyznaczył limit emisji na milion złotych rocznie.
Tak uformowany system przetrwał do początków 1841 roku.
Pewnym ewenementem jest wybicie w tym okresie okolicznościowej monety 1½ rubla – 10 złotych, zwanej rublem familijnym, z portretem cara oraz profilami członków jego rodziny.

#### Monety polsko-rosyjskie (1832–1841)
Do obiegu wprowadzono dziewięć nominałów:
- 3 ruble – 20 złotych – złoto
- 1½ rubla – 10 złotych – srebro
- ¾ rubla – 5 złotych – srebro
- 30 kopiejek – 2 złote – srebro
- 15 kopiejek – 1 złoty – srebro
- 10 groszy – bilon
- 5 groszy – bilon
- 3 grosze – miedź
- 1 grosz – miedź

Monety złote i srebrne bito w dwóch mennicach – w Warszawie (M.W.) i Petersburgu (Н.Г. lub С.П.Б.).
Z datą 1840 umieszczaną na rewersie monety miedziane były bite do 1849 r., a monety bilonowe do 1863 (5 groszy) i 1865 (10 groszy).
Monety miedziane pozbawiono kursu kasowego w lutym 1851 r. Bilonowe pięcio- i dziesięciogroszówki wycofano 1 stycznia 1891 r.

Monety okresu złotowego po powstaniu listopadowym
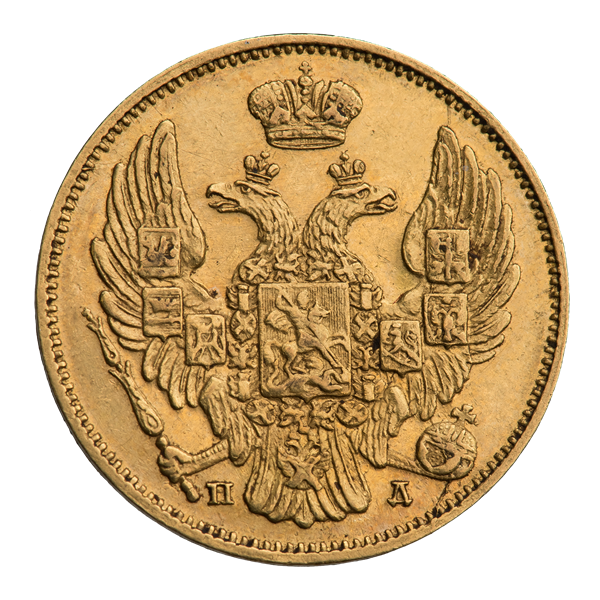
3 ruble – 20 złotych 1834 z Petersburga awers
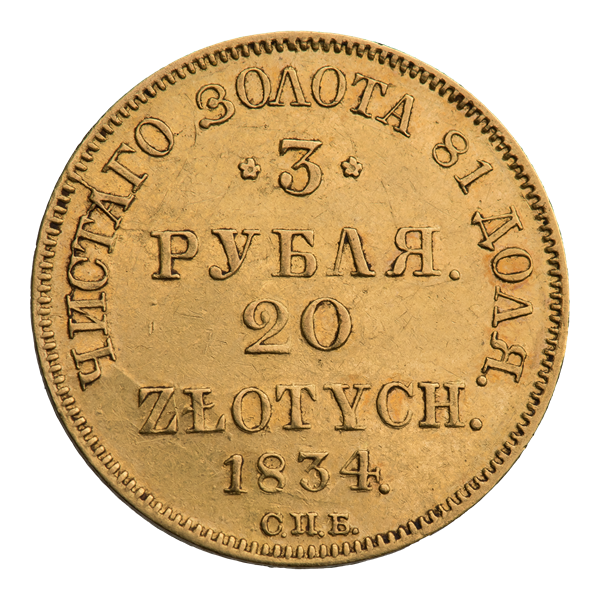
3 ruble – 20 złotych 1834 z Petersburga rewers
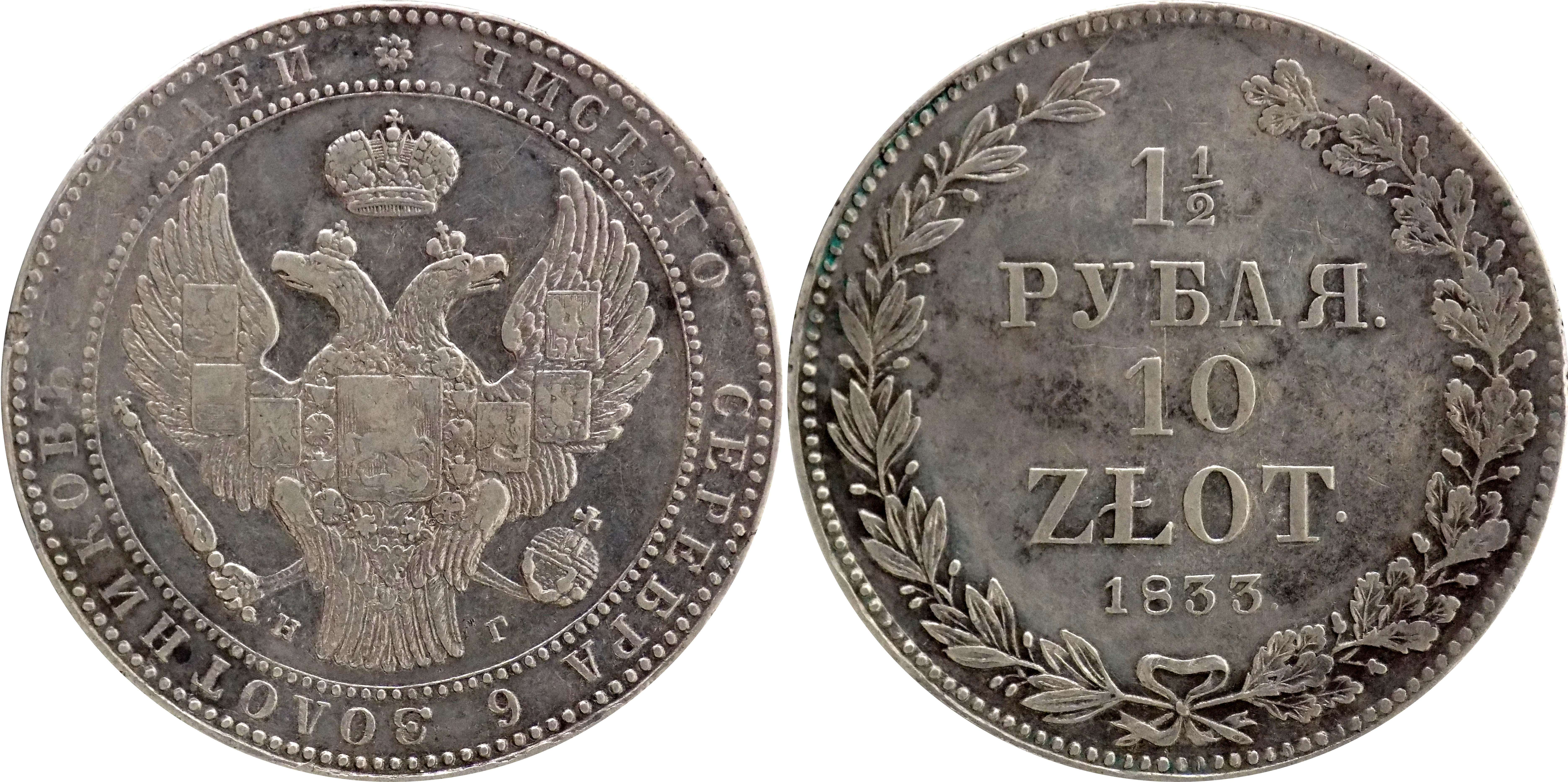
1½ rubla – 10 złotych 1833
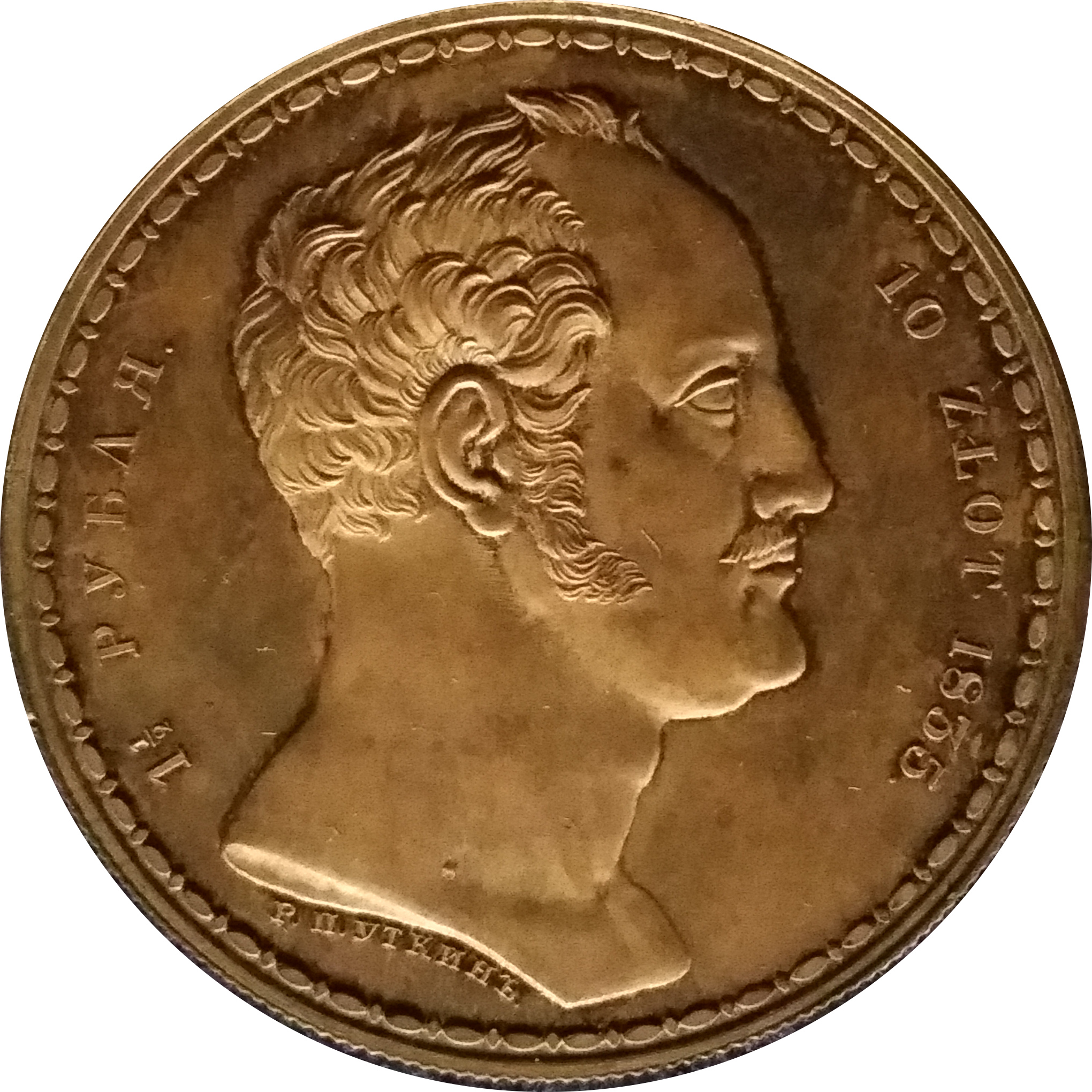
Awers rubla familijnego z 1835 r.
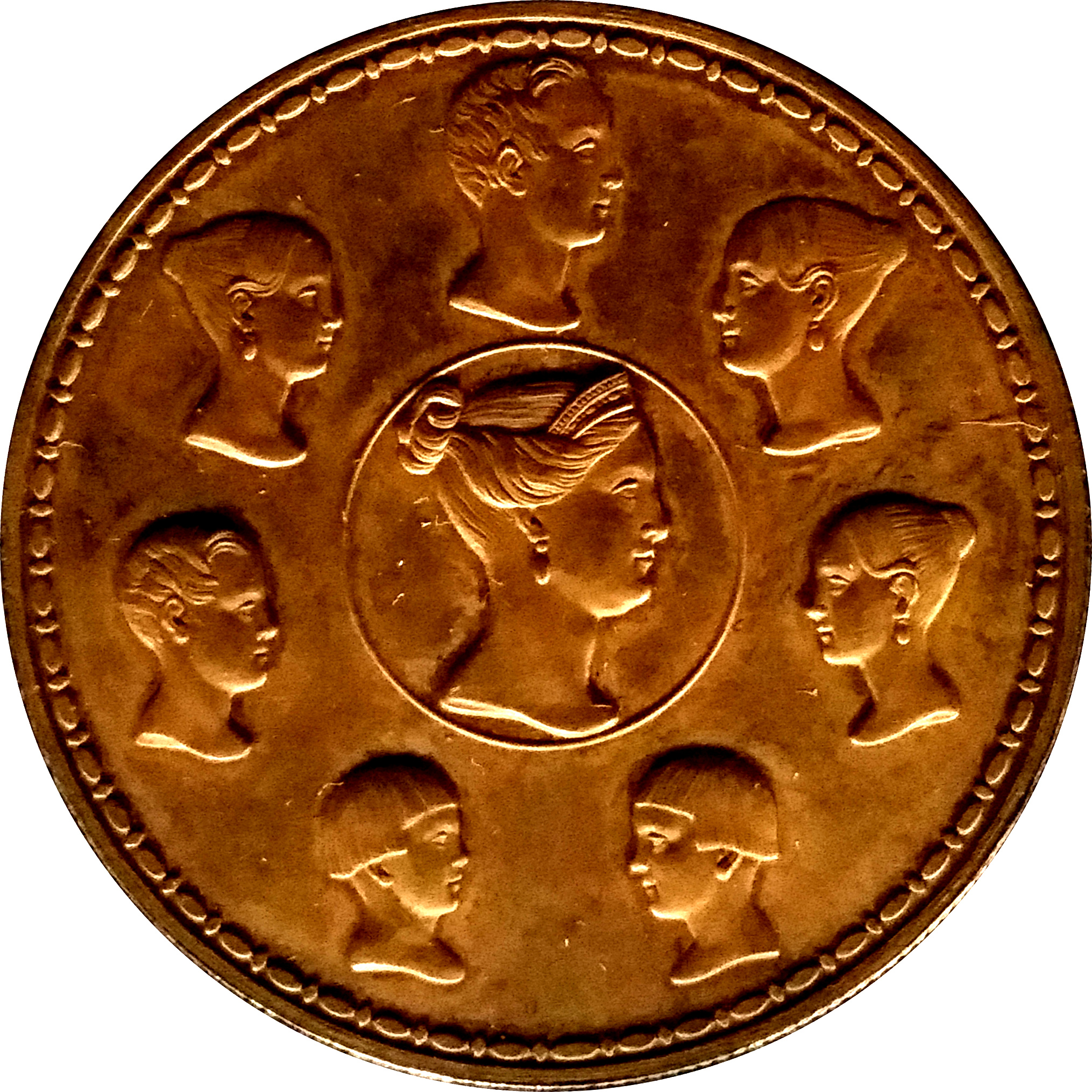
Rewers rubla familijnego z 1836 r.
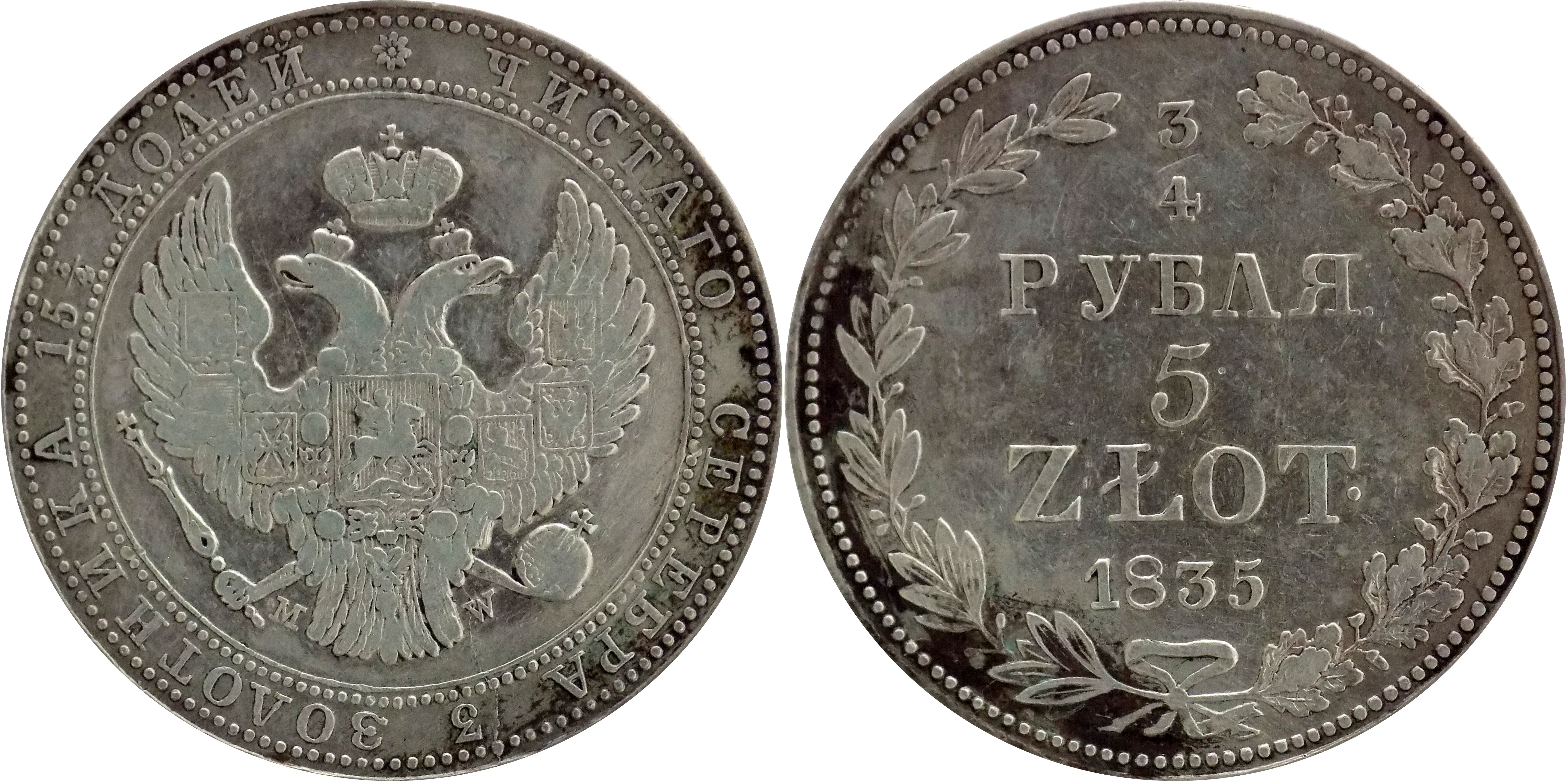
¾ rubla – 5 złotych 1835 MW
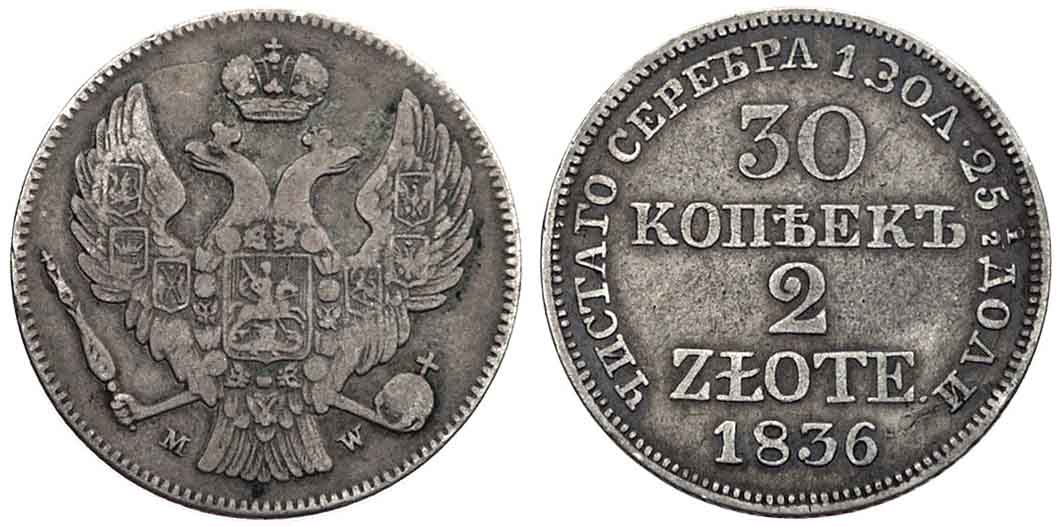
30 kopiejek – 2 złote 1836
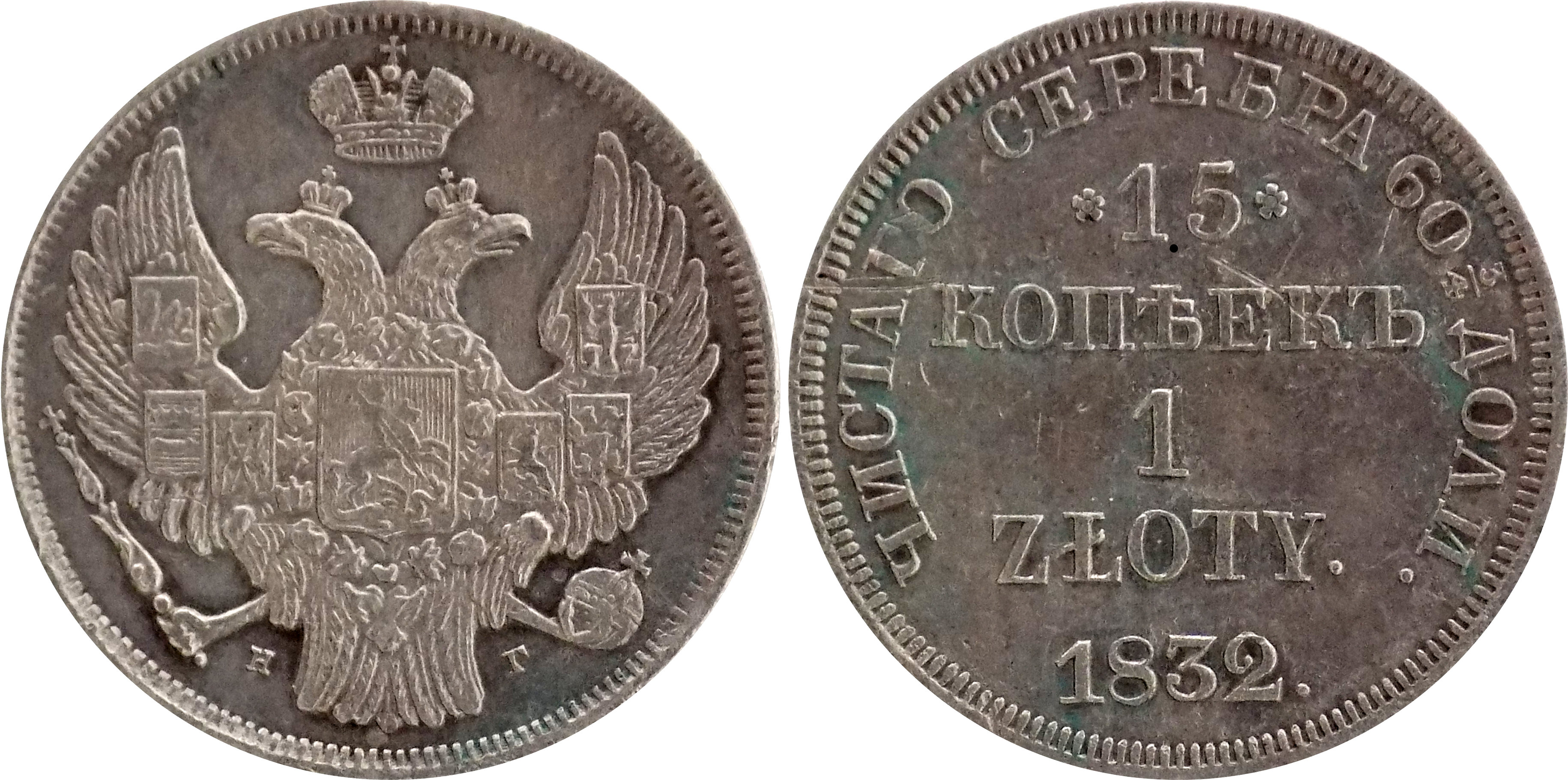
15 kopiejek – 1 złoty 1832
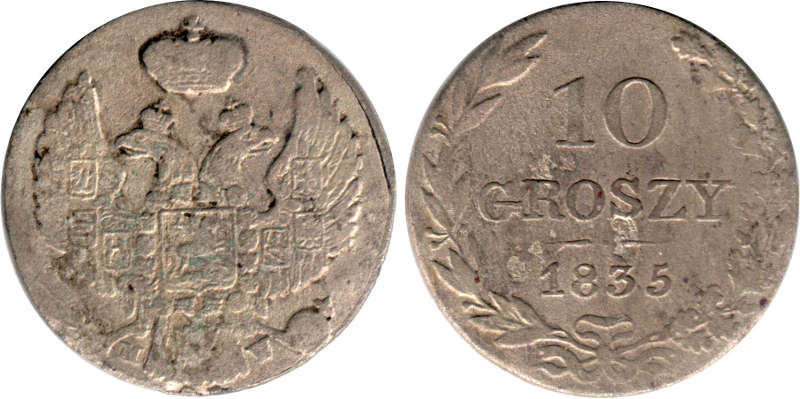
10 groszy 1835
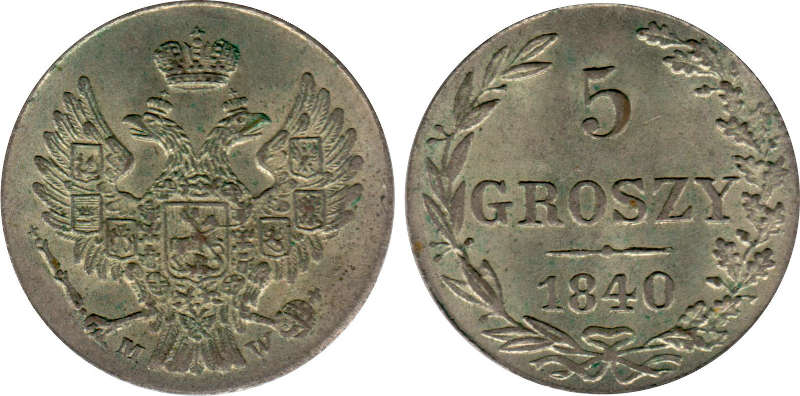
5 groszy 1840
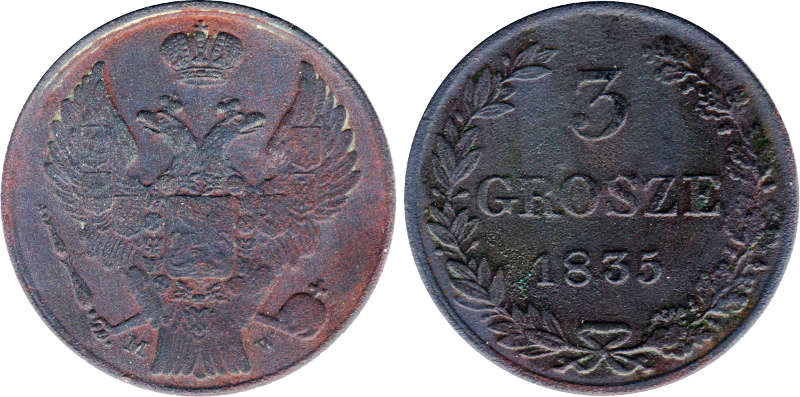
3 grosze 1835
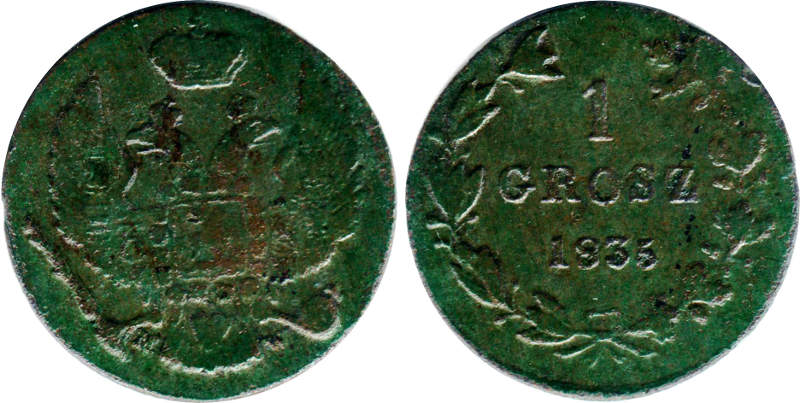
1 grosz 1835

#### Liczba monet wprowadzonych do obiegu
W latach 1835–1865 wybito łącznie 144 687 553 sztuk wszystkich nominałów w złocie, srebrze, bilonie i miedzi. Liczba monet wprowadzonych do obiegu w poszczególnych latach przez mennice w Warszawie i Petersburgu przedstawiona jest w tabeli:
| Rok   | Złoto                | Złoto                | Srebro                | Srebro                | Srebro              | Srebro              | Srebro                | Srebro                | Srebro                | Bilon      | Bilon     | Miedź     | Miedź      | Wartość     | Wartość |
| Rok   | 3 ruble – 20 złotych | 3 ruble – 20 złotych | 1½ rubla – 10 złotych | 1½ rubla – 10 złotych | ¾ rubla – 5 złotych | ¾ rubla – 5 złotych | 30 kopiejek – 2 złote | 15 kopiejek – 1 złoty | 15 kopiejek – 1 złoty | 10 groszy  | 5 groszy  | 3 grosze  | 1 grosz    | złp.        | gr      |
| Rok   | M.W.                 | С.П.Б.               | M.W.                  | Н.Г.                  | M.W.                | Н.Г.                | M.W.                  | M.W.                  | Н.Г.                  | M.W.       | M.W.      | M.W.      | M.W.       | złp.        | gr      |
| ----- | -------------------- | -------------------- | --------------------- | --------------------- | ------------------- | ------------------- | --------------------- | --------------------- | --------------------- | ---------- | --------- | --------- | ---------- | ----------- | ------- |
| 1832  | –                    | –                    | –                     | –                     | –                   | –                   | –                     | –                     | 48 900                | –          | –         | –         | –          | 48 900      | –       |
| 1833  | –                    | –                    | –                     | 126 977               | –                   | 258 380             | –                     | –                     | 654 503               | –          | –         | –         | –          | 3 216 173   | –       |
| 1834  | 243                  | 77 106               | –                     | 64 035                | 85 848              | 206 035             | 23 636                | 41 554                | 30 010                | –          | –         | –         | –          | 3 765 581   | –       |
| 1835  | 350                  | 52 007               | 3081                  | 262 007               | 539 636             | 107 007             | 2 228 723             | 2 191 879             | 150 007               | 869 171    | –         | 184 846   | 541 687    | 14 056 831  | 15      |
| 1836  | 307                  | 10 007               | 220 043               | 134 008               | 1 196 026           | 78 008              | 2 589 406             | 3 330 780             | 1 450 008             | 1 736 261  | 159 164   | 243 815   | 839 218    | 20 734 196  | 13      |
| 1837  | 423                  | 30 072               | 193 582               | 36 006                | 999 770             | 262 004             | 1 543 713             | 3 027 960             | 80 004                | 766 910    | –         | 398 173   | 1 016 347  | 15 739 372  | 6       |
| 1838  | 66                   | 16 593               | 10 435                | 13                    | 1 996 247           | 12 063              | 1 977 961             | 3 617 048             | 1 410 113             | 1 734 873  | 172 833   | 288 292   | 487 548    | 20 114 470  | 9       |
| 1839  | 57                   | 10 706               | 2295                  | 7006                  | 2 688 517           | 2                   | 2 037 011             | 3 585 891             | 1 510 002             | 59 637     | 380 435   | 333 368   | 670 398    | 23 059 748  | 7       |
| 1840  | * *                  | 5473                 | 2747                  | 2001                  | 2 482 419           | 2001                | 306 129               | 486 979               | 1 060 001             | * *        | 126 991   | 117 815   | 242 820    | 14 779 318  | 20      |
| 1841  | –                    | * *                  | 37 495                | * *                   | 1 273 964           | * *                 | 1 260 632             | 1 319 726             | * *                   | * *        | * *       | 242 391   | 372 377    | 10 622 411  | 20      |
| 1842  | –                    | –                    | –                     | –                     | –                   | –                   | –                     | –                     | –                     | 877 357    | 896 332   | 216 559   | 1 798 970  | 523 462     | 17      |
| 1843  | –                    | –                    | –                     | –                     | –                   | –                   | –                     | –                     | –                     | 1 088 576  | 101 244   | 239 918   | 1 324 436  | 447 872     | 10      |
| 1844  | –                    | –                    | –                     | –                     | –                   | –                   | –                     | –                     | –                     | 812 177    | 108 904   | 334 124   | 1 258 574  | 364 241     | 6       |
| 1845  | –                    | –                    | –                     | –                     | –                   | –                   | –                     | –                     | –                     | 829 965    | 231 870   | –         | 2 126 730  | 386 191     | –       |
| 1846  | –                    | –                    | –                     | –                     | –                   | –                   | –                     | –                     | –                     | 2 005 842  | 1 113 204 | 145 714   | 1 104 902  | 905 549     | 14      |
| 1847  | –                    | –                    | –                     | –                     | –                   | –                   | –                     | –                     | –                     | 1 445 158  | –         | 201 714   | 1 715 460  | 559 072     | 22      |
| 1848  | –                    | –                    | –                     | –                     | –                   | –                   | –                     | –                     | –                     | 4 477 382  | –         | 2 044 224 | 342 374    | 1 708 295   | 16      |
| 1849  | –                    | –                    | –                     | –                     | –                   | –                   | –                     | –                     | –                     | 757 713    | 1 488 856 | 473 818   | 2 161 128  | 620 133     | 2       |
| 1850  | –                    | –                    | –                     | –                     | –                   | –                   | –                     | –                     | –                     | 65 132     | 57 212    | –         | –          | 31 246      | –       |
| 1851  | –                    | –                    | –                     | –                     | –                   | –                   | –                     | –                     | –                     | 516 678    | 548 595   | –         | –          | 263 658     | 15      |
| 1852  | –                    | –                    | –                     | –                     | –                   | –                   | –                     | –                     | –                     | –          | –         | –         | –          | –           | –       |
| 1853  | –                    | –                    | –                     | –                     | –                   | –                   | –                     | –                     | –                     | 1 200 175  | 483 747   | –         | –          | 480 682     | 25      |
| 1854  | –                    | –                    | –                     | –                     | –                   | –                   | –                     | –                     | –                     | 1 538 000  | 476 777   | –         | –          | 592 129     | 15      |
| 1855  | –                    | –                    | –                     | –                     | –                   | –                   | –                     | –                     | –                     | 2 857 906  | 360 272   | –         | –          | 1 012 680   | 20      |
| 1856  | –                    | –                    | –                     | –                     | –                   | –                   | –                     | –                     | –                     | 1 316 324  | 40 000    | –         | –          | 445 441     | 10      |
| 1857  | –                    | –                    | –                     | –                     | –                   | –                   | –                     | –                     | –                     | 226 367    | –         | –         | –          | 75 455      | 20      |
| 1858  | –                    | –                    | –                     | –                     | –                   | –                   | –                     | –                     | –                     | 2 716 899  | 67 212    | –         | –          | 916 835     | –       |
| 1859  | –                    | –                    | –                     | –                     | –                   | –                   | –                     | –                     | –                     | 2 427 778  | 254 440   | –         | –          | 851 666     | –       |
| 1860  | –                    | –                    | –                     | –                     | –                   | –                   | –                     | –                     | –                     | 3 880 200  | 120 000   | –         | –          | 1 313 400   | –       |
| 1861  | –                    | –                    | –                     | –                     | –                   | –                   | –                     | –                     | –                     | 5 879 600  | 360 000   | –         | –          | 2 019 866   | 20      |
| 1862  | –                    | –                    | –                     | –                     | –                   | –                   | –                     | –                     | –                     | 4 380 000  | 240 000   | –         | –          | 1 500 000   | –       |
| 1863  | –                    | –                    | –                     | –                     | –                   | –                   | –                     | –                     | –                     | 1 490 000  | 20 000    | –         | –          | 500 000     | –       |
| 1864  | –                    | –                    | –                     | –                     | –                   | –                   | –                     | –                     | –                     | 10 000 000 | –         | –         | –          | 3 333 333   | 10      |
| 1865  | –                    | –                    | –                     | –                     | –                   | –                   | –                     | –                     | –                     | 10 000 000 | –         | –         | –          | 3 333 333   | 10      |
| razem | 1 446                | 201 964              | 469 678               | 632 053               | 11 262 427          | 925 500             | 11 967 211            | 17 601 817            | 6 393 548             | 65 956 081 | 7 808 088 | 5 464 771 | 16 002 969 | 148 321 549 | 22      |

gdzie:
- * * oznacza, że w danym roku mennica nie wprowadzała monet do obiegu, ale znane są egzemplarze tego rocznika.

Monety 1 grosz i 3 grosze bito w roku 1835 równocześnie z tymi samymi nominałami z okresu autonomii (grosz polski), więc w rzeczywistości liczba tych monet, jak i sumaryczna wartość całej emisji były nieznacznie mniejsze niż pokazano to w podsumowaniu.

Podane w tabeli liczby tylko w niektórych przypadkach można utożsamiać z nakładami poszczególnych roczników. Mennica w swoich sprawozdaniach podawała jedynie liczbę egzemplarzy konkretnego nominału wypuszczonych w danym roku do obiegu, ale częstą wówczas praktyką było wprowadzanie części nakładu monet bitych w latach poprzedzających.

## Okres rublowy (1842–1917)[3]

### System monetarny
Reforma walutowa, dzięki której w Imperium Rosyjskim pozbyto się niezależnej waluty rubla asygnacyjnego i miedziaków o zaniżonej wartości, a pieniądz oparto na rublu srebrem, została przeprowadzona w latach 1839–1840 i nazywa się ją od nazwiska autora – Jegora hrabiego Kankrina, ministra finansów w latach 1823–1844. Nie objęła ona Królestwa Kongresowego. Minister Kankrin zajął się tą kwestią w dążeniu do ujednolicenia obiegu pieniężnego w imperium. Był to w Europie czas coraz żywszej unifikacji monetarnej poszczególnych krajów i trudno się dziwić, że tereny podbitej Rzeczypospolitej starano się wcielić do organizmu Cesarstwa. W koncepcji ministra Kankrina kolejnym krokiem na drodze do unifikacji monetarnej miało być zastąpienie dotychczasowych monet dwunominałowych, dostosowanych do nominałów polskich, zwykłymi monetami rosyjskimi zaopatrzonymi jednak w przeliczniki wartości w pieniądzu polskim.
Ukaz cesarski z 21 stycznia 1841 roku wprowadził od 1 stycznia 1842 r. funt rosyjski (409,512 grama) jako podstawę mennictwa, a rubel srebrem jako obowiązującą w Królestwie Kongresowym walutę. W niej musiały być prowadzone rachunki państwowe i publiczne oraz kontrakty sądowe. Monety bez rosyjskich napisów miały być stopniowo wycofane.
Zakres dwunominałowych oznaczeń był dyskutowany między Warszawą a Petersburgiem. Ostatecznie w maju 1841 roku cesarz zdecydował o przerwaniu emisji dotychczasowego polsko-rosyjskiego kurantu i wprowadzeniu nowych kurentnych monet dwujęzycznych, odpowiadających rosyjskim 25, 20, 10 i 5 kopiejek. Dwa pierwsze nominały zrealizowano w latach 1842–1850, dwa niższe pozostały tylko monetami próbnymi, bo na wniosek namiestnika Królestwa Kongresowego nowy minister finansów, hrabia Turkuł, zezwolił jeszcze w lipcu 1841 r. na dalszą emisję bilonu o wartościach 1, 3, 5 i 10 groszy na kwotę 450 000 rubli. Zgoda jednak była opatrzona zastrzeżeniem, by nowo bite monety niepełnowartościowe miały datę 1840 roku, gdyż po tym roku nie odpowiadają już obowiązującemu systemowi. Rosja broniła się więc przed bilonem, dostrzegając jego niebezpieczną i destabilizującą rolę.
Poza dwunominałowymi monetami rosyjsko-polskimi oraz pięcio- i dziesięciogroszówkami bitymi w bilonie mennica w Warszawie biła też zwykłe monety rosyjskie – początkowo ruble i połtiny, od 1848 roku stopniowo przechodząc do nominałów kopiejkowych. Złote pięciorublówki (półimperiały) bito w niewielkich ilościach.
W 1849 roku ostatecznie, na wniosek namiestnika Królestwa Polskiego, rząd rosyjski nakazał zastąpienie w emisji mennicy warszawskiej dotychczasowych miedziaków polsko-rosyjskich (bitych z datą wsteczną 1840 i może 1839) rosyjskimi na stopę 32 rubli z puda miedzi (16,3804 kilograma). Namiestnik sprzeciwił się jednak pomysłom ministra finansów, by przebić bilonowe pięcio- i dziesięciogroszówki na rosyjskie monety srebrne. Od 1850 roku mennica w Warszawie produkowała więc antydatowany polski bilon pięcio- i dziesięciogroszowy oraz rosyjskie kopiejki miedziane. Zaprzestano natomiast emisji dwunominałowych srebrnych monet rosyjsko-polskich. Srebrne monety rosyjskie bito tylko incydentalnie, wykorzystując rafinowane srebro ze ściąganych monet polskich. W lutym następnego roku pozbawiono kursu kasowego miedziane monety okresu autonomii (1 i 3 grosze polskie) oraz okresu po powstaniu listopadowym (1 i 3 grosze).
Kryzys pieniężny powstały w wyniku wojny krymskiej (1853–1856) był początkiem końca polskiej odrębności monetarnej. Od końca lat pięćdziesiątych głód srebra i drobnych monet pogłębiał się, a po Inflantach Królestwo Kongresowe stosunkowo najwcześniej odczuło jego skutki. Brakujący w obiegu bilon w stosunku do banknotów wzrósł w kursie o 3%, toteż mennica w latach 1854–1855 znacznie wzmogła produkcję, zwłaszcza monet zdawkowych. W 1857 roku władze rosyjskie zakazały bicia monet ze srebra w mennicy w Warszawie. Zakaz ten jednak nie dotyczył monet bitych w bilonie.
Klęska powstania styczniowego była bezpośrednią przyczyną likwidacji resztek odrębności Królestwa Kongresowego. W 1866 roku wcielono skarb polski do rosyjskiego. Będąca własnością skarbową mennica w Warszawie do 1864 roku wypuszczała rosyjską miedź, a do 1865 roku polskie antydatowane dziesięciogroszówki. Zakład został ostatecznie zlikwidowany z dniem 1 stycznia 1868. W roku 1869 cały sprzęt włącznie z maszynami przewieziono do Petersburga.
Ostatnie monety Królestwa Kongresowego, pięcio- i dziesięciogroszówki bite w bilonie, straciły moc obiegową 1 stycznia 1891 roku. Mimo to aż do samego końca istnienia zaboru rosyjskiego ceny były niekiedy podawane w polskich jednostkach monetarnych.
Reliktem wchłonięcia złotego polskiego przez rosyjski system monetarny pozostała jednak moneta piętnastokopiejkowa, wybijana w Rosji do najnowszych czasów.

### Monety dwunominałowe okresu 1842–1850
Monety, zwane czasami rosyjsko-polskimi, w wersji obiegowej bito tylko w dwóch nominałach:
- 20 kopiejek – 40 groszy – srebro
- 25 kopiejek – 50 groszy – srebro

Monety były identyczne z rosyjskimi dwudziesto- i dwudziestopięciokopiejkówkami, z tą jednak różnicą, że na ich rewersie obok nominału w kopiejkach występował również nominał w groszach.

Monety rosyjsko-polskie
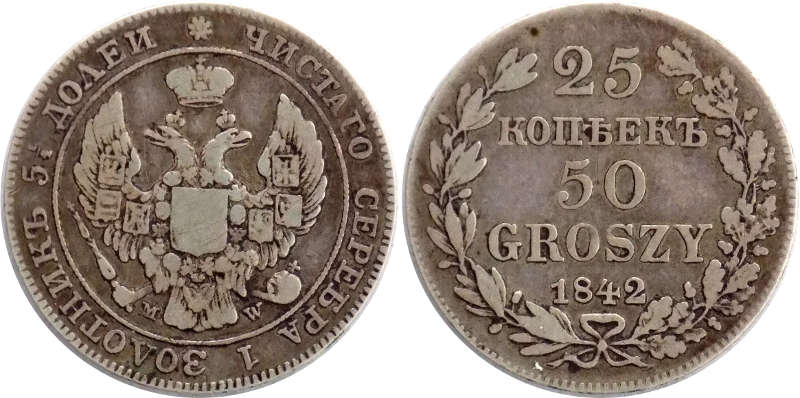
25 kopiejek – 50 groszy 1842 MW
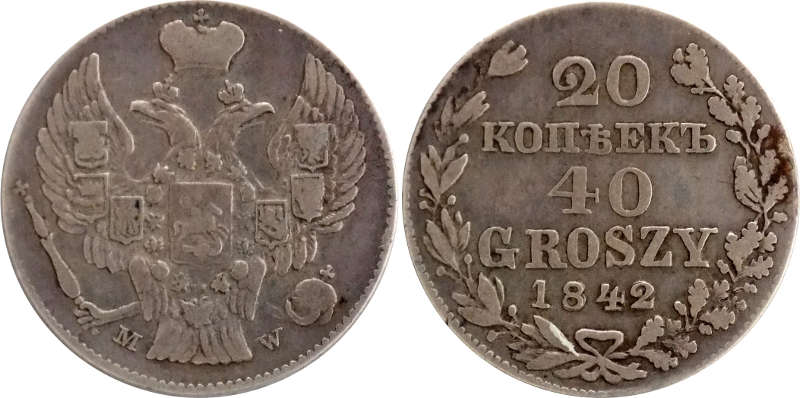
20 kopiejek – 40 groszy 1842 MW
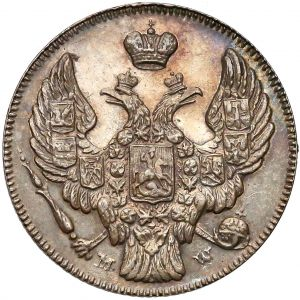
próbne 10 kopiejek – 20 groszy 1842 awers
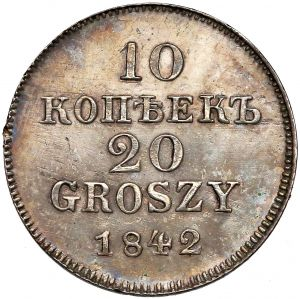
próbne 10 kopiejek – 20 groszy 1842 rewers
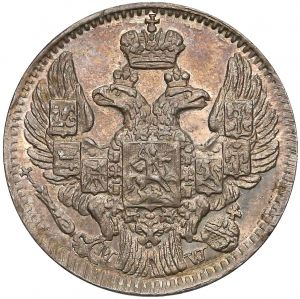
próbne 5 kopiejek – 10 groszy 1842 awers
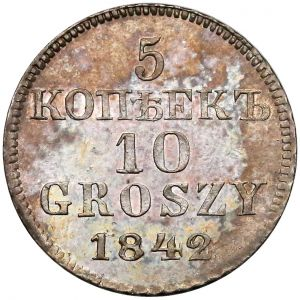
próbne 5 kopiejek – 10 groszy 1842 rewers

#### Liczba monet wprowadzonych do obiegu
W latach 1842–1850 wybito łącznie 1 713 156 sztuk obydwu nominałów. Liczba monet wprowadzonych do obiegu przez mennicę w Warszawie w poszczególnych latach przedstawiona jest w tabeli:
| Rok   | 25 kopiejek – 50 groszy | 20 kopiejek – 40 groszy | 10 kopiejek – 20 groszy | 5 kopiejek – 10 groszy | Wartość | Wartość |
| Rok   | 25 kopiejek – 50 groszy | 20 kopiejek – 40 groszy | 10 kopiejek – 20 groszy | 5 kopiejek – 10 groszy | rubli   | kop.    |
| ----- | ----------------------- | ----------------------- | ----------------------- | ---------------------- | ------- | ------- |
| 1842  | 56 518                  | 50 569                  | * *                     | * *                    | 24 243  | 30      |
| 1843  | 27 616                  | 36 928                  | –                       | –                      | 14 289  | 60      |
| 1844  | * *                     | * *                     | –                       | –                      | –       | –       |
| 1845  | 51 738                  | 62 290                  | –                       | –                      | 25 392  | 50      |
| 1846  | 561 263                 | * *                     | –                       | –                      | 140 315 | 75      |
| 1847  | 484 511                 | –                       | –                       | –                      | 121 127 | 75      |
| 1848  | 167 605                 | 27 266                  | –                       | –                      | 47 354  | 45      |
| 1849  | –                       | –                       | –                       | –                      | –       | –       |
| 1850  | 148 863                 | 37 989                  | –                       | –                      | 44 813  | 55      |
| razem | 1 498 114               | 215 042                 | –                       | –                      | 417 536 | 90      |

gdzie:
- * * oznacza, że w danym roku mennica nie wprowadzała monet do obiegu, ale znane są egzemplarze tego rocznika.

Podane w tabeli liczby tylko w niektórych przypadkach można utożsamiać z nakładami poszczególnych roczników. Mennica w swoich sprawozdaniach podawała jedynie liczbę egzemplarzy konkretnego nominału wypuszczonych w danym roku do obiegu, ale częstą wówczas praktyką było wprowadzanie części nakładu monet bitych w latach poprzedzających.

### Monety rosyjskie z mennicy w Warszawie (1842–1864)
Monety rosyjskie bito w mennicy w Warszawie od 1842 r. Jedynym elementem różniącym je od innych monet Imperium był znak mennicy – litery M.W. lub w cyrylicy B.M. (od Варшавская Монета). Monety te nazywane są czasami rosyjsko-warszawskimi.

Monety rosyjsko-warszawskie
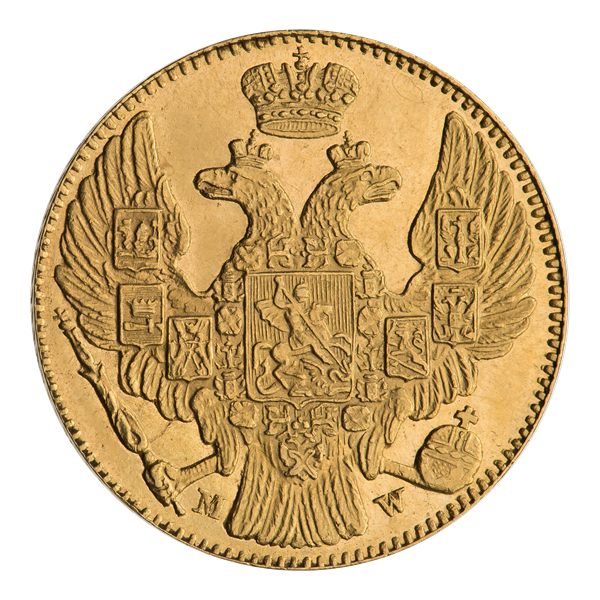
5 rubli 1848 MW awers
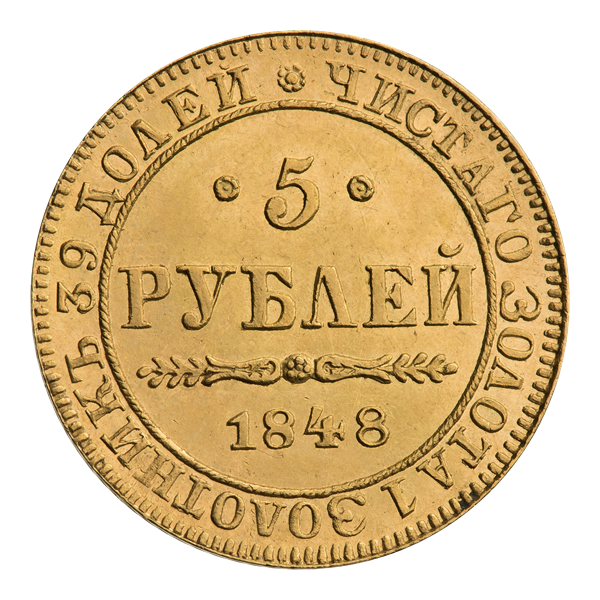
5 rubli 1848 MW rewers
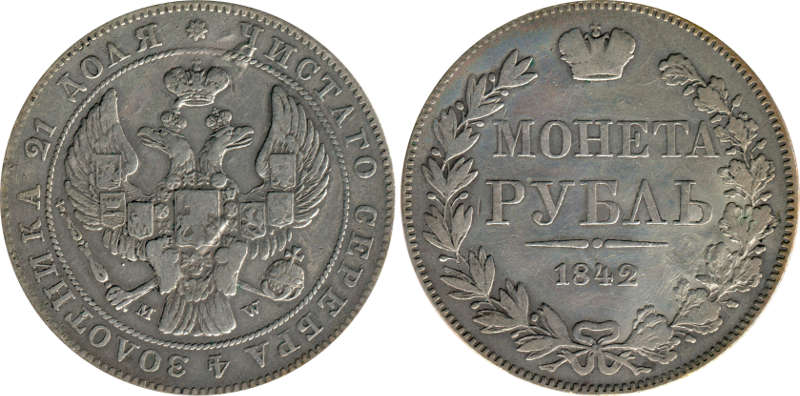
rubel 1842 MW
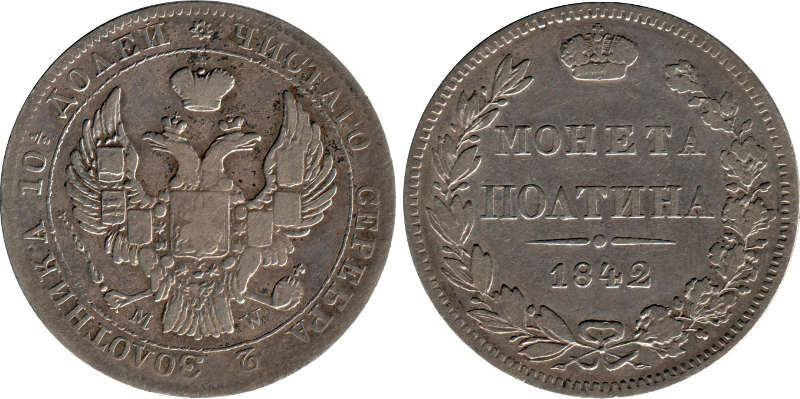
połtina 1842 MW
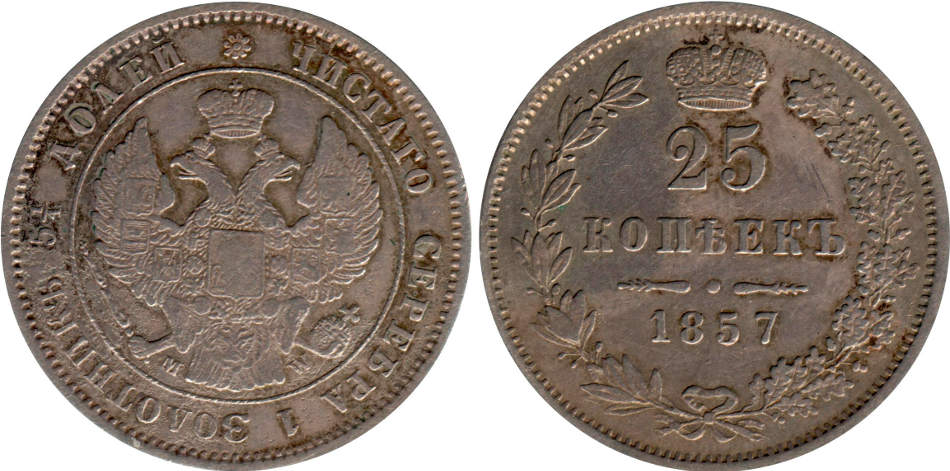
25 kopiejek 1957 MW
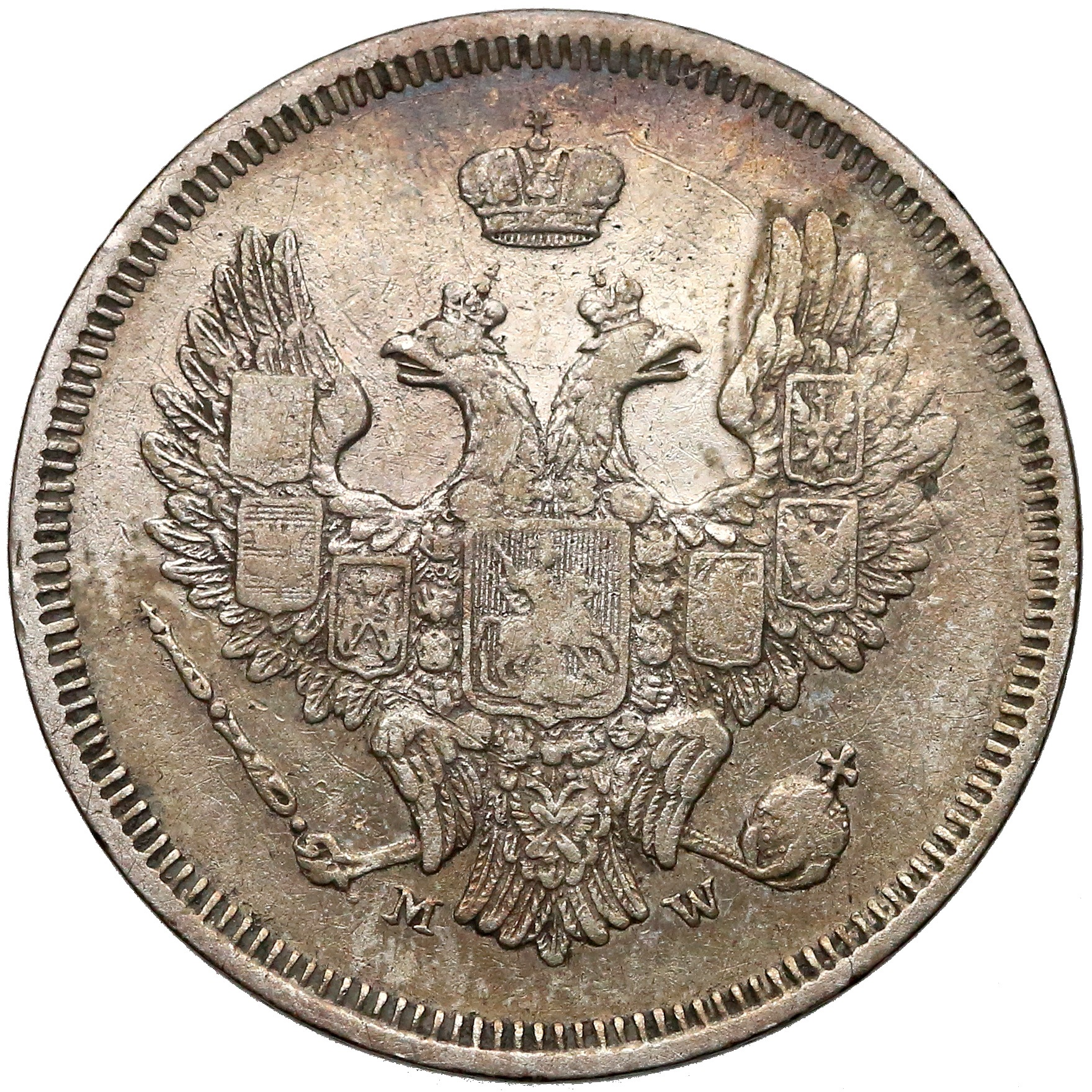
20 kopiejek 1957 MW awers
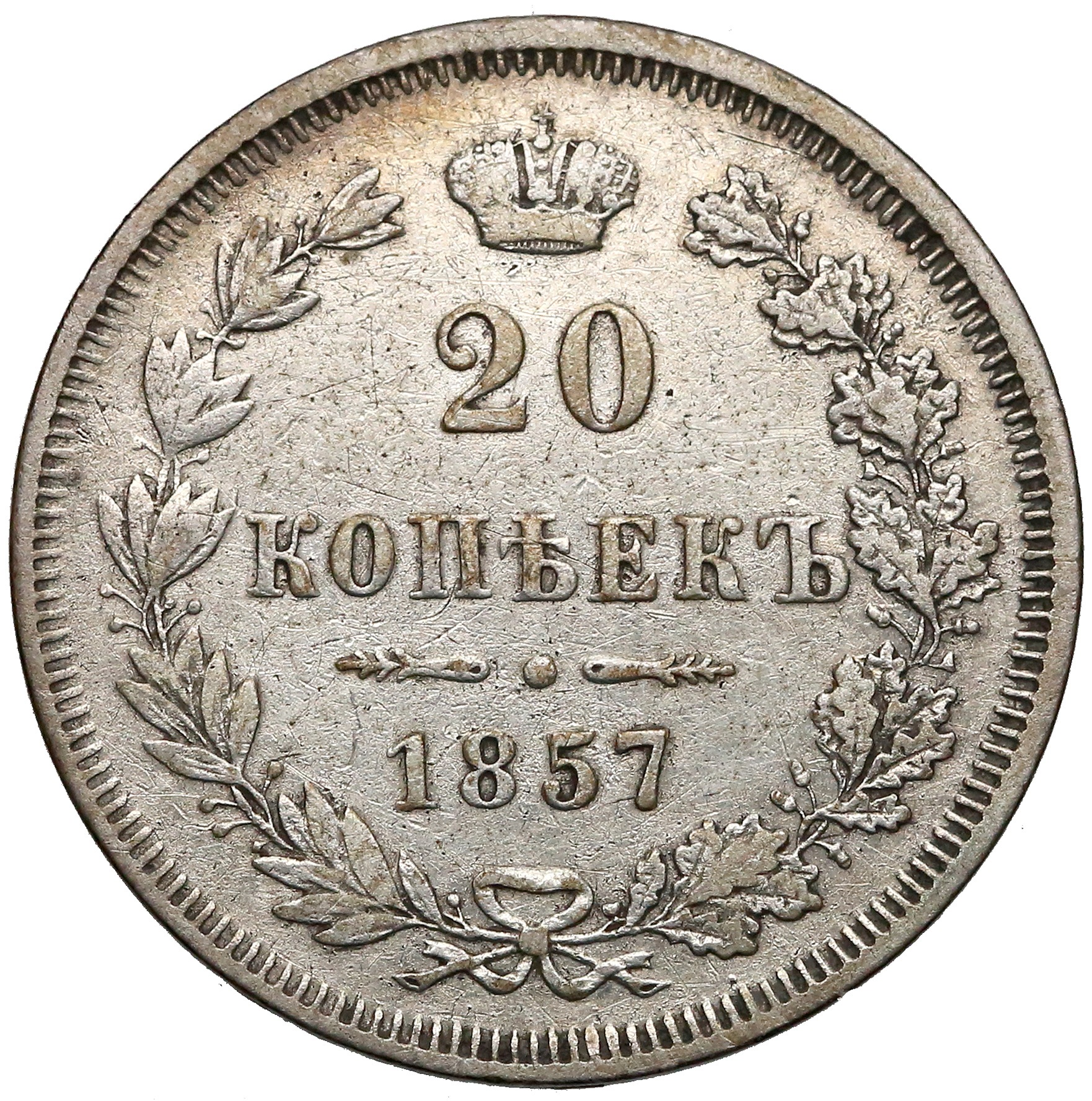
20 kopiejek 1957 MW rewers
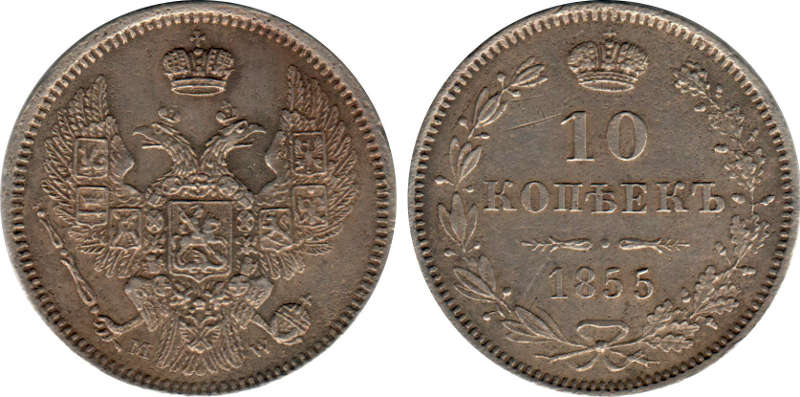
10 kopiejek 1955 MW
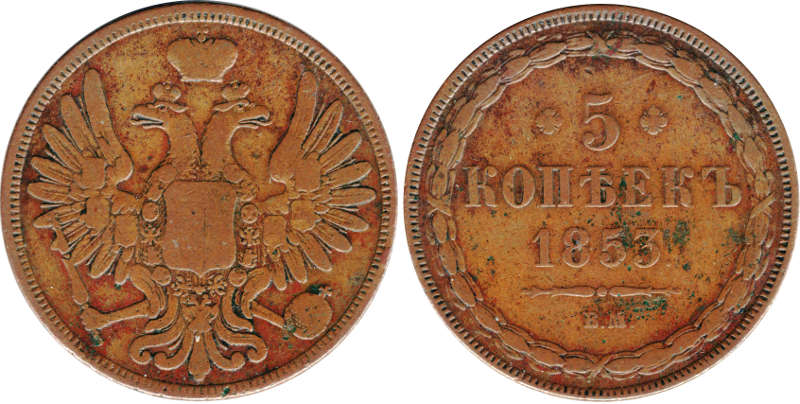
5 kopiejek 1853 BM
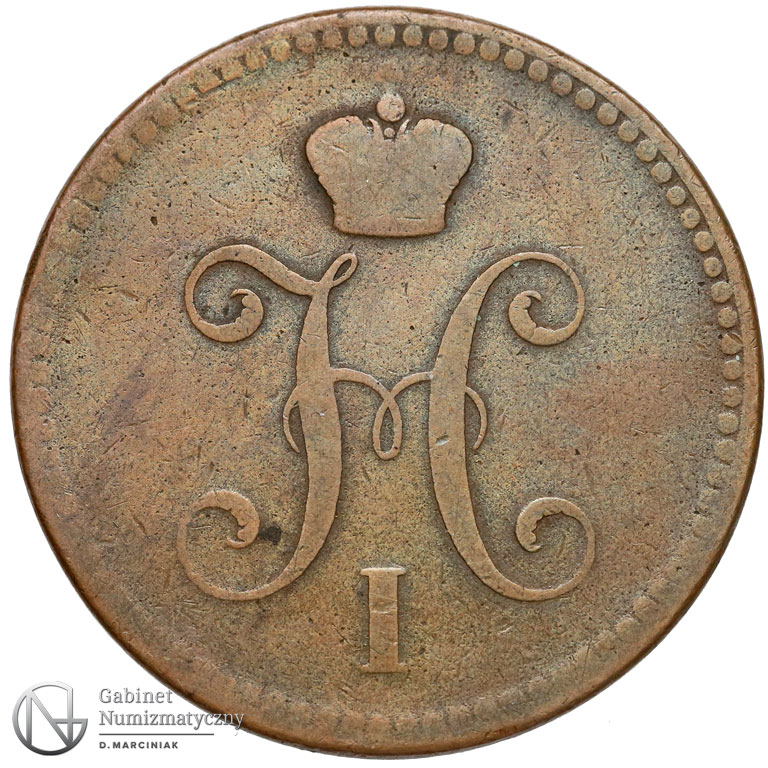
3 kopiejki srebrem 1848 MW awers
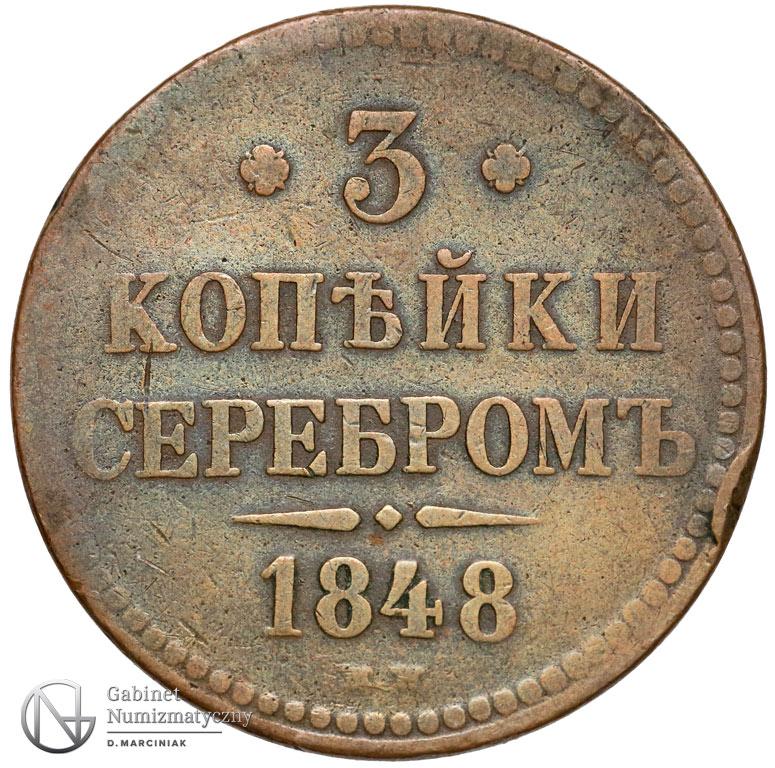
3 kopiejki srebrem 1848 MW rewers
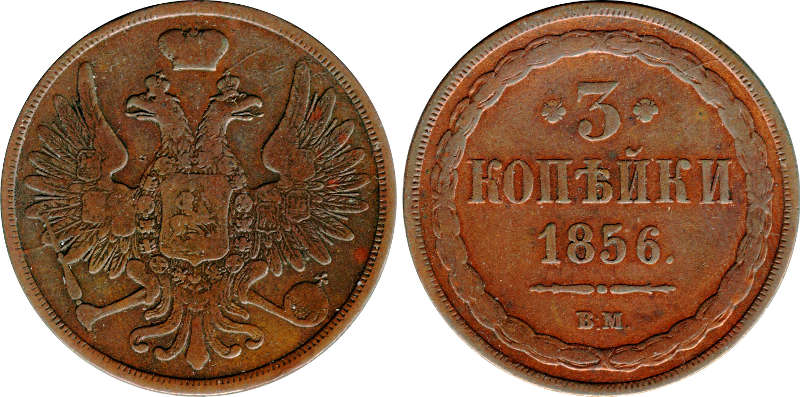
3 kopiejki 1856 BM
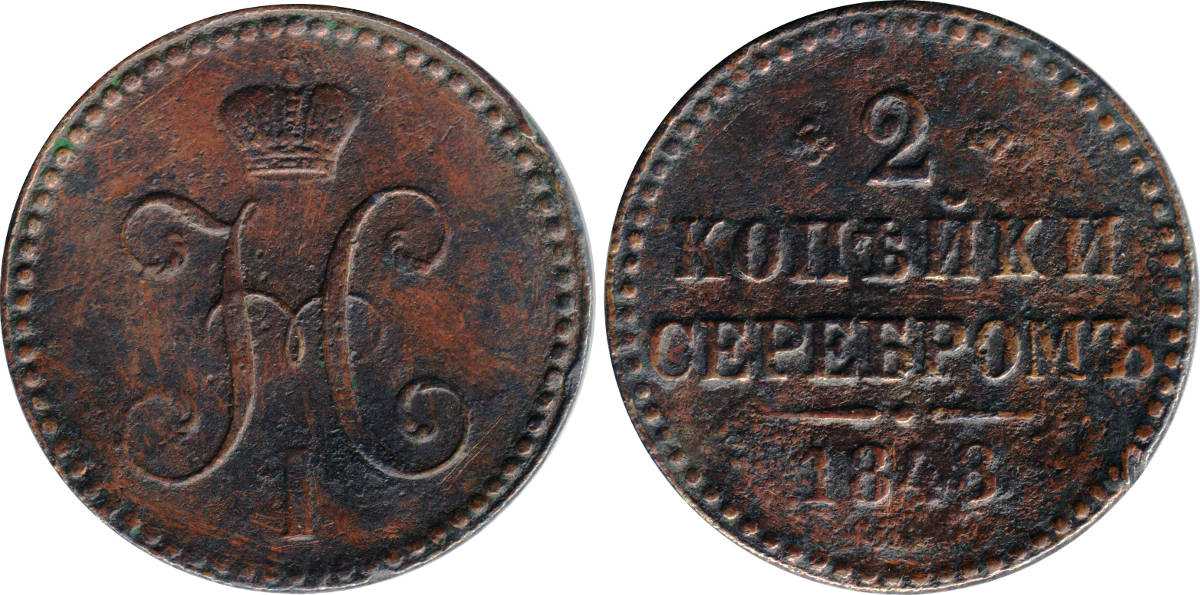
2 kopiejki srebrem 1848 MW
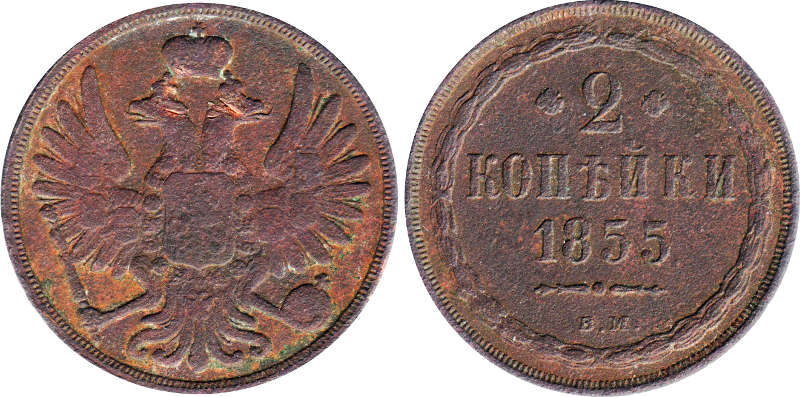
2 kopiejki 1855 BM
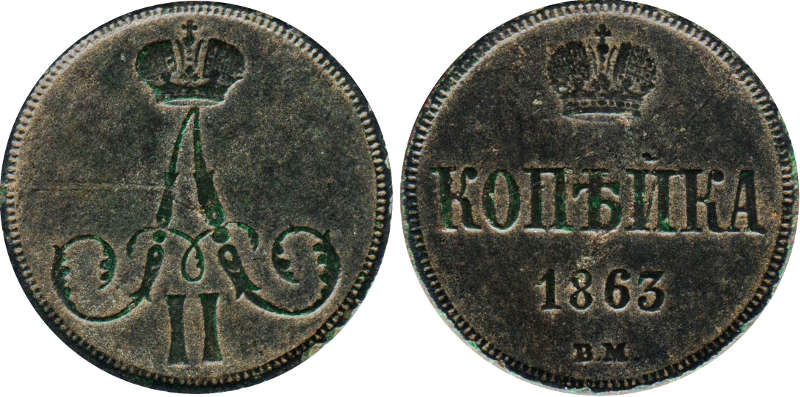
kopiejka 1863 BM
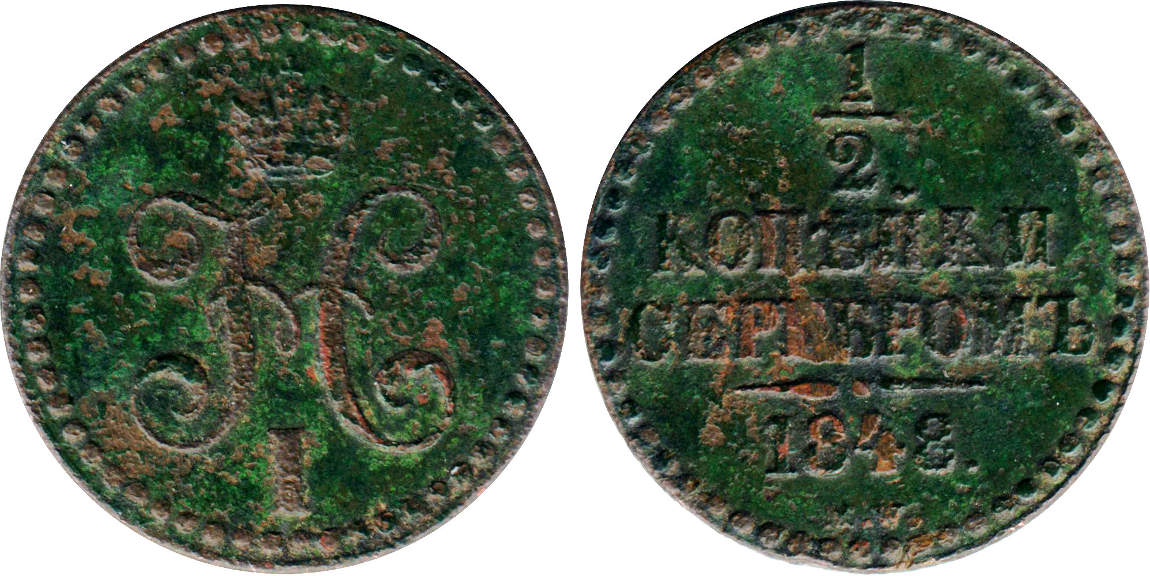
½ kopiejki srebrem 1848MW
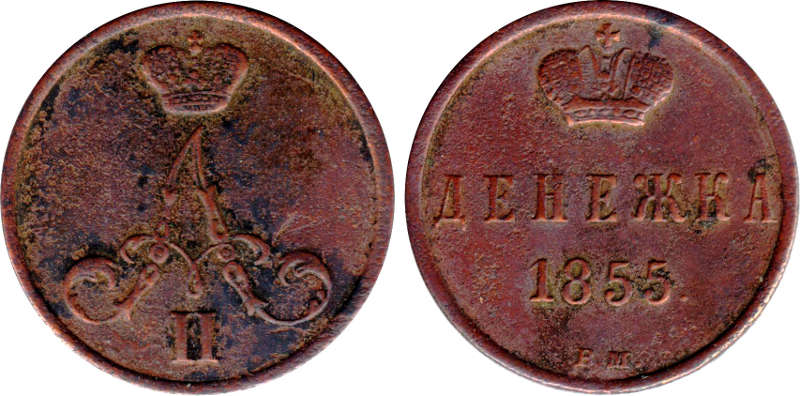
dienieżka 1855 BM
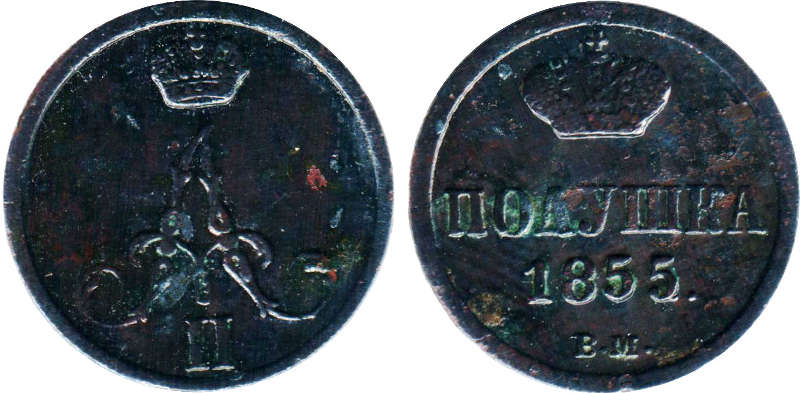
połuszka 1855 BM

#### Liczba monet wprowadzonych do obiegu
W latach 1842–1864 w mennicy w Warszawie wybito łącznie 77 104 011 sztuk monet rosyjskich. Liczba egzemplarzy wprowadzonych do obiegu przez mennicę w poszczególnych latach przedstawiona jest w tabeli:
| Rok   | Złoto   | Srebro    | Srebro    | Srebro      | Srebro      | Srebro      | Miedź      | Miedź          | Miedź          | Miedź      | Miedź                  | Miedź                 | Wartość   | Wartość |
| Rok   | 5 rubli | rubel     | połtina   | 25 kopiejek | 20 kopiejek | 10 kopiejek | 5 kopiejek | 3 kopiejki     | 2 kopiejki     | kopiejka   | dienieżka (½ kopiejki) | połuszka (¼ kopiejki) | rubli     | kop.    |
| Rok   | M.W.    | M.W.      | M.W.      | M.W.        | M.W.        | M.W.        | B.M.       | M.W. albo B.M. | M.W. albo B.M. | B.M.       | M.W. albo B.M.         | B.M.                  | rubli     | kop.    |
| ----- | ------- | --------- | --------- | ----------- | ----------- | ----------- | ---------- | -------------- | -------------- | ---------- | ---------------------- | --------------------- | --------- | ------- |
| 1842  | 695     | 257 366   | 76 105    | –           | –           | –           | –          | –              | –              | –          | –                      | –                     | 298 893   | 50      |
| 1843  | –       | 267 063   | 22 621    | –           | –           | –           | –          | –              | –              | –          | –                      | –                     | 278 373   | 50      |
| 1844  | –       | 2 364 468 | 116 356   | –           | –           | –           | –          | –              | –              | –          | –                      | –                     | 2 422 646 | –       |
| 1845  | –       | 345 416   | 137 809   | –           | –           | –           | –          | –              | –              | –          | –                      | –                     | 414 320   | 50      |
| 1846  | 62      | 511 217   | 308 413   | –           | –           | –           | –          | –              | –              | –          | –                      | –                     | 665 733   | 50      |
| 1847  | –       | 987 036   | 783 425   | –           | –           | –           | –          | –              | –              | –          | –                      | –                     | 1 378 748 | 50      |
| 1848  | 485     | –         | –         | –           | –           | –           | –          | 17 377         | 31 306         | –          | 87 334                 | –                     | 4 009     | 10      |
| 1849  | 133     | –         | –         | –           | –           | –           | –          | –              | –              | –          | –                      | –                     | 665       | –       |
| 1850  | –       | –         | –         | –           | –           | –           | * *        | 50 006         | * *            | * *        | * *                    | * *                   | 1 500     | 18      |
| 1851  | –       | –         | –         | –           | –           | –           | 24 004     | 99 689         | 298 382        | 797 503    | 1 200 164              | 80 000                | 24 334    | 36      |
| 1852  | –       | –         | –         | –           | –           | –           | 16 007     | 100 027        | 199 121        | 311 608    | 1 231 223              | 80 000                | 17 255    | 77½     |
| 1853  | –       | –         | –         | –           | –           | –           | 40 007     | 89 083         | 2 642          | 391 296    | 804 396                | 40 019                | 12 760    | 66¾     |
| 1854  | –       | –         | 272 949   | 9 326       | –           | * *         | –          | 160 987        | 147 560        | –          | 352 209                | –                     | 148 347   | 85½     |
| 1855  | –       | –         | –         | –           | –           | 102 630     | –          | –              | 1 347 476      | 3 250 318  | 6 380 227              | 400 000               | 102 616   | 83½     |
| 1856  | –       | –         | –         | –           | –           | –           | 40 000     | 416 667        | 1 190 090      | 3 337 086  | 4 277 976              | –                     | 93 062    | 55      |
| 1857  | –       | –         | –         | 203 975     | 87 460      | –           | –          | 21 367         | –              | –          | 1 908 584              | –                     | 78 669    | 68      |
| 1858  | –       | –         | –         | –           | –           | –           | –          | 711 966        | 750 000        | 1 525 162  | 311 270                | –                     | 53 166    | 95      |
| 1859  | –       | –         | –         | –           | –           | –           | –          | 400 000        | 1 595 340      | 3 109 037  | 3 718 922              | –                     | 93 591    | 78      |
| 1860  | –       | –         | –         | –           | –           | –           | –          | 282 982        | 1 605 160      | 3 765 802  | 1 861 108              | * *                   | 87 556    | 22      |
| 1861  | –       | –         | –         | –           | –           | –           | –          | 283 689        | 586 428        | 1 800 000  | 2 818 776              | 3 160 000             | 60 233    | 11      |
| 1862  | –       | –         | –         | –           | –           | –           | –          | 200 000        | 966 092        | 2 099 831  | 1 035 618              | –                     | 51 498    | 24      |
| 1863  | –       | –         | –         | –           | –           | –           | –          | 401 000        | 1 738 908      | 2 854 491  | 2 400 000              | –                     | 87 353    | 7       |
| 1864  | –       | –         | –         | –           | –           | –           | –          | –              | –              | 1 045 678  | –                      | –                     | 10 456    | 78      |
| razem | 1 375   | 4 732 566 | 1 717 678 | 213 301     | 87 460      | 102 630     | 120 018    | 3 234 840      | 10 458 505     | 24 287 812 | 28 387 807             | 3 760 019             | 6 385 793 | 65¼     |

gdzie:
- * * oznacza, że w danym roku mennica nie wprowadzała monet do obiegu, ale znane są egzemplarze tego rocznika.

Kopiejka z 1864 r. była ostatnią monetą bitą w Warszawie w XIX w. z właściwą datą umieszczoną na rewersie.

Podane w tabeli liczby tylko w niektórych przypadkach można utożsamiać z nakładami poszczególnych roczników. Mennica w swoich sprawozdaniach podawała jedynie liczbę egzemplarzy konkretnego nominału wypuszczonych w danym roku do obiegu, ale częstą wówczas praktyką było wprowadzanie części nakładu monet bitych w latach poprzedzających.

## Literatura
- Kazimierz Władysław Stężynski-Bandtkie: Numismatyka Krajowa, 1839, Warszawa
- Borys Paszkiewicz: Podobna jest moneta nasza do urodnej panny. Mała historia pieniądza polskiego, 2012, Warszawa, Warszawskie Centrum Numizmatyczne
- Władysław Terlecki: Mennica Warszawska 1765–1965, 1970, Wrocław-Warszawa-Kraków, Ossolineum
- Adam Kuriański: Dwunominałowe monet z lat 1832–1850 bite dla Królestwa Kongresowego, 2018, Warszawa, Multi-Print, ISBN 978-83-918397-1-3